# サザエさん (テレビアニメ)
『サザエさん』は、1969年（昭和44年）10月5日から放送されている日本のテレビアニメ。長谷川町子による同名の漫画を原作とし、エイケンの制作によってフジテレビ系列で放送されている。主人公のサザエをはじめとした磯野家・フグ田家が織りなす日常を描く。
2024年（令和6年）時点で放送年数55年を超える長寿番組で、世界で最も長く放映されているテレビアニメ番組としてギネス世界記録を保持している。基本的な放送枠は、開始時から日曜18:30（以下日本時間）で一切変更されておらず、同一の放送時間で続いている番組としても最長である。
本稿では、本作の再放送番組『まんが名作劇場 サザエさん』およびアニメの派生作品についても述べる。

## 特徴
長寿番組であることやその人気から「国民的アニメ」と形容されることが多い。
放送初期は『トムとジェリー』をベースにしたドタバタ調のギャグアニメであり、キャラクターデザインも原作に近いものだった。しかし原作と大きく違うテイストに苦情が多く、ドタバタ演出を抑えキャラクターデザインを変更するなど徐々に現行に近い作風へ変更。1975年頃に現在の平穏なホームドラマ路線に転換したとされている。
1回の放送は3話で構成され、1つの話には原作を必ず1つ以上使用している。なお、原作は限りがあるため、数年置きに再利用し新たな作品を制作している。
日本独自の文化や行事などの多くが作品に組み込まれ、近年では馴染みが薄くなった二十四節気など日本古来の文化や要素を自然と理解することができる作品ともなっている。磯野波平役を長期にわたり演じた永井一郎は、2008年に「世の中が滅茶苦茶に変わって日本独自の美徳などが失われていく中、このアニメが続く限り“日本もまだ大丈夫だな”というふうに思う」という趣旨の発言をしている。
時代設定は、放送時期と同じ現代である。ただし、作品の世界観やキャラクターの人間関係を大きく変えるものは原則出さないという方針から、1980年代以降に普及した現象や事象はあまり描写されない。そのため、近年は視聴者からSNS上で時代錯誤な一面が指摘されるケースも存在し、「昭和の世界観」と見なされることもある。このことについて、放送開始時から関わるスタッフの毛内節夫は「サザエさんの持つ精神とキャラクターの人間性が変わらなければ、今までなかった新しい試みをしていければいい」と発言している。そのため、喫煙描写をなくすなど時代に即して変化した箇所も存在しており、2024年にはマタニティマークやチャイルドシートに関する話が放送されたほか、しつけで「げんこつ」や長時間説教をするシーンの激減を視聴者から指摘されたこともある。
上記の制作方針から、携帯電話やパソコンといった情報通信機器類は主要なキャラクターが使用または所持する描写はなく、家電製品は1980年代を最後に変更がなくなっている。このことに関して、プロデューサーの田中洋一は「急激に技術が進歩し、現代のお話だというのが難しい環境に置かれているのも事実ではある」と述べる一方で、「ある間違い探しの企画で磯野家のブラウン管テレビを液晶テレビにしたところ、画面が殺風景になった」「いつのまにか、登場するアイテムの一つひとつが世界観や家族の温かさを出すために必要不可欠となっていた」と語り「モノを取捨選択している」「観ている人たちに完全に受け入れられなくなった場合は、変更を検討する」としている。
現在まで映像ソフトは一度も発売されていない。過去の作品を視聴する手段は、長期にわたり特別番組での再放送や長谷川町子美術館内での上映などに限られていたが、2018年以降は放送50周年を記念し、初期の作品400話分（1969年〜1977年）と傑作選（2000年代後半の作品の一部）がフジテレビの有料配信サービス「FOD」にて、配信されている。ただし、初期の作品については話数番号に関係なく未収録となった回が確認されている。その後、2020年10月9日に日本コロムビアから発売された『エイケン50周年記念主題歌DVD』にオープニングとエンディングが収録され、本編ではないものの初めて映像ソフト化された。見逃し配信は一度も実施していないが、2023年の『FNS27時間テレビ』内の放送でTVerでのリアルタイム配信が初めて行われた。
日本国外への輸出は現在のところされていないが、2019年にプロデューサーの渡辺恒也は「今後は新たなる試みとして、海外展開を考えていきたいと頭の中では思っている」と発言をしている。一方、外国からの留学生にとって本作は、普通の家庭の日常会話を学ぶ格好の教材番組とされているという。

## 歴史
1969年
- 10月5日 - 放送開始[1]。第1回は「75点の天才！」「押売りよこんにちわ!!」「お父さんはノイローゼ」の3話。視聴率は19.3 %。
- 12月28日 - 磯野カツオ役が大山のぶ代から高橋和枝に交代[22]。

1970年
- 4月5日 - オープニングのラストで、現行の磯野家が画面に向かい行進する演出が初使用された。
- 10月4日 - 放送1周年記念として「謎のパーティ」が放送。原作者の長谷川町子が祝電の送り主として登場。

1971年
- 4月4日 - オープニングの制作クレジットでサザエ、カツオ、ワカメ、タマが果物や野菜などの中から登場する演出が初使用された。
- 10月3日 - 放送2周年記念として「謎の訪問者」が放送。長谷川町子がアニメキャラクターとして登場。

1972年
- 10月1日 - 放送3周年記念として「サザエさん作品471」が放送。長谷川町子がアニメキャラクターとして登場。
- 12月31日 - 初めて大晦日に放送。3本目「くれゆく年」では、ラストで初めて年末の挨拶が行われた。

1973年
- 4月1日 - オープニングの制作クレジットが社名変更に伴い、「TCJ動画センター」から現在の「エイケン」に変更。

1974年
- 1月6日 - オープニング内容が、現行のサザエが日本各地を旅するものになる。最初の訪問地は石川県[1]。

1975年
- 2月2日 - 第1次オイルショックの影響で制作費捻出が困難となったため、3月2日までの4週分は「サザエさん放送6周年記念傑作集」と題し過去の作品を再放送した[6]。
- 3月15日 - 『東宝チャンピオンまつり』内で映画が公開。内容は、テレビ放送された話のブローアップ版だった[23]（詳しくは、#劇場版を参照）。
- 4月1日 - 火曜日の再放送『まんが名作劇場 サザエさん』が放送開始。初回では1970年4月5日の放送回が放送された。

1976年
- 4月4日 - 磯野ワカメ役が山本嘉子から野村道子に交代[22]。

1977年
- 10月 - 放送9周年を記念し、開始から担当していた脚本家（雪室俊一、城山昇、辻真先）に関する「放送九年目シリーズ」を3話放送[注釈 5]。

1978年
- 1月1日  - 初めて元日に放送。この年は大晦日にも放送されたため2025年時点では唯一、元日及び元日・大晦日両方で通常放送を実施した年となっている。
- 6月11日 - フグ田マスオ役が近石真介から増岡弘に交代[22]。

1979年
- 9月16日 - 番組最高視聴率となる39.4 %を記録[1]（ビデオリサーチ調べ、関東地区・世帯・リアルタイム）。

1984年
月日不明 - 複数の原作をそのままアニメ化した約2分の番外編を毎週放送（1985年まで）。この期間は4本立てでの放送となった。
1985年
- 3月 - 宣弘社が製作から撤退し、初代プロデューサーの松本美樹とメインライターが降板。これに伴い、同月31日放送回で波野一家と松本がキャラクター創造に関与した浜一家・三平が引っ越しとなり、サザエ一家に別れを告げた[1][25]。
- 4月 - 宣弘社撤退を受け、製作へフジテレビが本格的に参入するなど新体制となる。
- 6月 - それまで宣弘社が担当した広告代理店業務が電通へ変更。
- 6月16日 - 波野一家が、転勤撤回を理由に再登場し復帰。住居が現在のアパートになった[26]。
- 7月 - 3月末で卒業したキャラクターの後任として、三郎と伊佐坂一家がそれぞれ新たに登場する。

1986年
- 10月 - 前年開館の長谷川美術館（現・長谷川町子美術館）で『アニメサザエさん展』が開始。

1987年
- 7月19日 - 年に一度放送される『FNSの日』が開始し、その1コーナーとして放送。以降、同番組放送時はこの形式での放送が定着し、1998年以降は著名芸能人（総合司会や主要キャスト）がゲスト声優として出演するのが恒例となっている[注釈 6]。

1988年
- 3月31日 - 特番『フジテレビ30年史』の一企画「あつまれ! フジっ子No.1クイズ」に、当時のメインキャストが出演。第1回「75点の天才!」の一場面が放送された。

1989年
- 3月5日 - 初のスペシャル「1000回突破記念スペシャル」を18:00から19:00の1時間枠で放送。

1991年
- 10月20日 - 次回予告の最後をサザエがクッキーを喉に詰まらす仕草から、じゃんけんに変更[1][27]。

1992年
- 3月20日 - NHK BS2の番組『漫画界のスーパースター・サザエさん 長谷川町子の世界』にて、ダイジェスト版が1992年3月20日から4月8日の2週間にわたり放送[注釈 7][28]。
- 5月27日 - 原作者の長谷川町子が死去[27]。
- 5月30日 - 同日放送の『まんが名作劇場 サザエさん』の最後で長谷川の追悼テロップを表示し、故人の遺志から番組を継続することを発表[29]。

1997年
- 11月11日 - 火曜日の再放送『まんが名作劇場 サザエさん』が終了[1]。

1998年
- 5月17日 - 磯野カツオ役の高橋和枝が体調不良のため、冨永みーなが代役としてカツオ役を担当[30]。
- 5月24日 - 磯野カツオ役が高橋和枝から冨永みーなへ正式に交代（高橋は翌1999年3月に死去）[22]。
- 11月8日 - 提供のクレジット表記が、東芝の一社提供から東芝を含めた複数社提供番組のクレジット表記に変更。

1999年
- 12月26日 - 次回予告後のじゃんけんを、サザエに代わりカツオが担当。本編でサザエ以外がじゃんけんをした唯一の回である。

2000年
- 12月3日 - BSフジ開局記念として、同局で特別番組「サザエさんBSスペシャル」が放送（後に地上波でも放送。）[1]。
- 12月24日 - この日放送した『サンタさんとのお約束』がサンタクロースの正体が分かる内容だったため、視聴者から「子供の夢を壊すな」と多くの抗議が入る[31]。
後日、フジテレビは「配慮が足らなかった」と謝罪する事態となった[32]。

2001年
- 9月2日 - 文字多重放送を開始、サザエの台詞は黄色、それ以外の人物は白で表記されている。

2002年
- 6月 - 伊佐坂難物役が峰恵研から岩田安生に交代[注釈 8][33]

2005年
- 4月3日 - 磯野ワカメ役が野村道子から津村まことに交代[22][34][35][36]。
- 10月2日 - ハイビジョン放送を開始。

2006年
- 4月22日 - バラエティ番組『もしもツアーズ』に磯野家がゲスト出演[1]。
- 7月15日 - 東京都港区台場・フジテレビ本社ビルに、番組商品を扱う専門店『サザエさんのお店』が開業。

2007年
- 5月23日 - 初代・波野ノリスケ役の村越伊知郎が死去[37]。

2009年
- 1月4日 - 地上アナログ放送ではレターボックスでの放送に変更。
- 6月14日 - 磯野フネ役の麻生美代子が急病のため、この日の放送のみ谷育子が代役として担当[38]。
- 10月 - 伊佐坂難物役が岩田安生から中村浩太郎に交代[33]。
- 10月24日 - 3代目・伊佐坂難物役の岩田安生が死去[33]。

2011年
- 7月17日 - 初の公式本『アニメ「サザエさん」公式大図鑑 サザエでございま～す！』を刊行。
- 7月17日 - この放送回をもって、アナログ放送が終了[注釈 9]。

2012年
- 4月7日 - 上記の公式本刊行記念のキャンペーンにより、視聴者の体験談を基にした話を放送。脚本のエピソードを一般公募するのは初となった[39]。
- 11月15日 - 2代目・波野ノリスケ役の荒川太郎が死去[40]。

2013年
- 9月5日 - ギネスワールドレコーズ社より「最も長く放映されているテレビアニメ番組」として世界記録の認定を受ける[41]。
- 9月 - 放送開始以来続けてきたセル画・フィルム撮影での製作が完全終了。テレビアニメ業界において最後にセル画で製作された作品となった[注釈 10][42]。
- 10月 - 製作過程が完全デジタル環境に移行[43]。
- 10月 - 翌年の放送開始45周年に伴う記念プロジェクトを2014年まで実地。詳細は「45周年記念プロジェクト」を参照。

2014年
- 1月27日 - 磯野波平役の永井一郎が急逝[44]。
- 2月16日 - 磯野波平役が茶風林に交代[22][45]。
- 4月6日 - ステレオ二重音声による解説放送を開始。ただし、以前同様モノラル音源で放送である。

2015年
- 1月4日 - 花沢花子役の山本圭子が体調不良のため休演。この日のみ一龍斎貞友が代役として担当[46]。
- 10月4日 - 磯野フネ役が麻生美代子から寺内よりえに交代[43][47][48]。
- 11月25日 - 中島弘役の白川澄子が急逝[49]。翌12月6日放送分はうえだ星子が代役を担当[50]。
- 12月13日 - 中島弘役が落合るみに交代[50]。

2018年
- 3月25日 - 東芝の提供が終了[51][52][53]。
- 7月1日 - 作品ナンバー（話数）が「7777」を達成（タイトルは『あさひが丘の織姫さま』）[1]。
- 8月25日 - 初代・磯野フネ役の麻生美代子が死去[54]。9月9日放送回にて、追悼の意を表したテロップが添えられて放送された[55]。
- 10月 - 翌年の放送開始50周年に伴う記念プロジェクトを2019年まで実地。詳細は「50周年記念プロジェクト」を参照。
- 10月7日 - データ放送を開始[56]。
- 12月26日 - 1969年から1978年までのエピソードがデジタルリマスター化。Amazonプライム・ビデオとFODにて初となる配信を開始[57][19]。

2019年
- 8月25日 - フグ田マスオ役が増岡弘から田中秀幸に交代[58][59]。
- 10月6日 - 放送50周年。冒頭アバンタイトルでサザエが挨拶を行った。

2020年
- 3月21日 - 2代目・フグ田マスオ役の増岡弘が死去[60]。3月29日放送回にて、追悼の意を表したテロップが添えられて放送された[61]。
- 5月17日 - 新型コロナウイルス感染拡大の影響により新作制作が困難になったため、6月14日放送分までの4週分は2018年に放送した作品の再放送で対応[注釈 11][62]。オープニング映像と次回予告後のじゃんけんのみ、最新のものに差し替え放送された[63]。
- 9月20日 - 花沢花子役の山本圭子が下肢骨折のため再休演、伊倉一恵が代役として担当（山本は10月18日放送分で復帰）[注釈 12][64]。

2021年
- 10月5日 - LINEスタンプを発売。デジタルコンテンツにおける版権イラストの使用は初となった[65]。

2022年
- 4月 - 日本財団との共同プロジェクト「サザエさん×海と日本プロジェクト」を開始。詳細は「海と日本プロジェクト」を参照。
- 10月2日 - 提供クレジットの仕様（かつての標準的な方法・白文字ロゴなど）が、現行の他のフジテレビ系列の番組と同様のものに変更された。

2023年
- 2月5日 - フグ田タラオ役の貴家堂子が急逝[66]。2月12日放送回では、追悼の意を表したテロップが添えられて放送された[67]。
- 3月5日 - フグ田タラオ役が愛河里花子に交代[68]。
- 4月6日 - エイケンによる、公式ポータルサイトと公式ブログがオープン[69]。
- 6月25日 - 伊佐坂お軽役が山田礼子から駒塚由衣に交代[70]。
- 10月 - 翌年の放送開始55周年に伴う記念プロジェクトを実地。詳細は「55周年記念プロジェクト」を参照。
- 10月29日 - 伊佐坂甚六役が竹村拓から坂巻学に交代[71]。
- 11月12日 - 花沢花子役が山本圭子から渡辺久美子に交代[72]。
- 11月19日 - 伊佐坂難物役が中村浩太郎から牛山茂に交代[73]。

2024年
- 4月18日 - 2代目・花沢花子役の山本圭子が死去[74]。訃報は7月29日に公表され[74]、8月4日放送回にて追悼の意を表したテロップが添えられて放送された[75]。
- 9月29日 - 初代・磯野カツオ役の大山のぶ代が死去[76]。訃報は10月11日に公表され、10月13日放送回にて追悼の意を表したテロップが添えられて放送された[76]。

2025年
- 2月2日 - 中居正広・フジテレビ問題により、一時的に提供企業がなくなる（4月6日放送回にて新規スポンサーが付き再開）[77]。
- 2月9日 - 裏のおばあちゃん・橋本役が山田礼子から真山亜子に交代[78]。
- 6月1日 - 長らく複数の役で出演していた桂玲子が降板。これに伴い、波野イクラ役が平井祥恵、かおりちゃん役が小白川愛菜、リカちゃん役が北原沙弥香に交代[79]。

## 製作

### 放送までの経緯
1969年4月、東芝の一社提供、番組制作も行う広告代理店の宣弘社とアニメーション制作会社のTCJ動画センター（現：エイケン）による製作で、日曜18時30分から『忍風カムイ外伝』を放送。だが、同作が殺伐とした内容だったことから、東芝の意向で次番組はファミリー向け作品へ変更されることとなる。
企画は、TCJの村田英憲により行われた。早急に進められたため、東芝へ持ち込んだ企画書は原稿用紙1枚だけであったという。その後、原作者の長谷川町子および作品の著作権管理をしていた姉妹社（当時、長谷川が姉妹と共に経営）との交渉が行われ、当初は東映などと比較し知名度の低い二社が持ち込んだ企画に懐疑的だった長谷川側も、TCJがヤナセの系列会社と知ってからは好意的な反応を示し、制作を許可した。
放送にあたって、長谷川町子はいくつかの条件（ファッションなど流行ものは扱わない、ブラックユーモアは避ける、夕食時間帯であることを考慮する…など）を出し、その代わり制作にはノータッチだった。町子はスタッフに対し「（原作の）4コマは4コマ。アニメは好きにやって下さい」と伝えたという。
企画時に長谷川町子の姉である毬子と担当者との間で行き違いが生じ、最終的に宣弘社の大場徳次が1人で長谷川側と交渉することとなった。
キャスティングにはオーディションが行われ、主人公のサザエ役には天性の明るさが決め手となり加藤みどりが起用された。他のキャラクターはオーディションやスタッフの話し合いなどで決定しているが、いずれも加藤よりキャリアが長い声優が配役されており、当時は一番の若手である加藤が演じやすいよう周囲がサポートする体制がとられたという。
放送のためにパイロットフィルムも制作されたが、2019年時点では柏原満が作成した効果音のみ現存が確認されている。

### 宣弘社の功績
宣弘社は、開始から1985年までスポンサー枠を取り扱っていたほか、フジテレビから放送枠を購入し予算も自ら調達していたため、エイケンと共に「企画・制作」としてクレジットされていた。
宣弘社のプロデューサーである松本美樹は、番組開始から降板まで製作に大きく関与していた。かつて作家として活動した経験から脚本の監修やアドバイスをしていたほか、絵コンテのチェックや声優への演技指導なども務め作品を統括し、事実上の総監督であったという。また、長谷川町子から信頼されていた松本は「美樹さんのサザエさんを作って」と一任されていたという。
松本は、第一回放送後に作画班へドタバタ要素を抑えるよう指示。落ち着いたファミリー向け路線を確立してからは「『サザエさん』はいじってはいけない」と作風を変化させないことを徹底して「時事ネタを使わない」「流行に左右されない」など長谷川の意向と同様の製作方針を打ち出したほか、ある時「一度使った原作は使わない方がいいのでは」と完全オリジナルストーリーによる製作が持ち上がった際には「古典落語をごらんなさい。語り手が変われば同じ話でもまた違ったものになりますよね」と原作を再利用する現在のスタイルを確立させるなど、制作に大きく影響を与えた。
1985年、3月末をもって宣弘社の降板が決定。それまで窓口業務のみ担当していたフジテレビが製作に関与するなど、制作体制が大きく変更された。降板の理由について、宣弘社側は長谷川毬子との間に不和が生じたことや、放送枠を電通に組織ぐるみで取られた趣旨の証言をしている。また、松本はこの頃に毬子から独立と版権の一任を打診されたが辞退し、ほどなくして制作会社から降板を要求されたという。
松本の降板に伴い、松本がキャラクター創造に関わったとされる三平さんと浜さん一家が、引っ越しという形で番組を卒業することとなった。また、この降板に追随する形でメインライター（脚本家）の辻真先、雪室俊一、城山昇が一斉に降板した（雪室と城山は後に復帰）。
この一件で作風が少し変化した。また、脚本家を中心とするスタッフが流動的となったことで安定まで約10年かかるなど、後に大きな転換期だったとされている。この時、新たに起用されたスタッフの多くは当初「新しいドラマを作るんだ！」と意気込んでいたが、長谷川町子本人の「今まで通りでいい」「名人芸は何度繰り返してもよい」との意向で、従来の作風を維持する方針に固められたという。

### 製作
1話の放送時間は、2018年4月から約6分47秒である。総カット数は100前後で、動画は約1300枚となっている。
脚本に関しては、文芸担当者が話のテーマを考え原作の四コマ漫画（2019年時点で使える作品は約1500本）を数本選び、脚本家にシナリオを依頼している。原作は繰り返し使用することが通例だが、その際は間隔を2年以上空けて内容も若干変更し、1話につき最低1本の原作が組み込まれるよう作られる。また、この時に一家全員が登場するよう考慮している。TVSPを除き、原則として3話以上をCMをあけていっぺんに放送する形式が順守されている。
開始から2013年9月までの約45年間は、作画にセル画を用いフィルム撮影によって作品を制作。他のアニメ作品が2000年代に全てデジタル制作に移行した中で、本作は現行のアニメとして、最も長くセル画での制作を続けた作品となった。スタッフは、この制作手法に関して2007年に「セル画は微妙に線が揺れ、温かみのある画像になる。それが視聴者に安心感を与える」と述べるなどこだわりを見せる一方で、地上デジタル放送が開始してからの高画質な映像では塵の付着や輪郭のぼやけ、色のばらつきなどが目立つためセル画とは相性が悪く、「視聴者から映像が汚いと苦情が来れば、断念せざるをえない」との見解も示していた。これに対応するため、当初は使用フィルムを1970年代後半に採用された16mmフィルムから開始時の35mmフィルムに戻す、塵の除去など撮影に数倍の時間をかけるなどの対応をしたが、2005年から一部をデジタル制作へ移行。最終的には画質の向上を理由として、2013年10月6日放送分から全編完全デジタル制作に移行した。ただし、その後もセル画期のニュアンスをなるべく再現できるよう、トレース線を柔らかくするなどの工夫がされている。なお、その後にセル画が採用されたケースとしては2024年に放送された「負けヒロインが多すぎる！」のEDの一部のみである。
キャラクターデザインに関して、開始時は確とした設定資料が無く各アニメーターにより絵柄が異なっていたが、スタッフの要望を受けたことで、アニメーターの木村光雄の手で設定が描き起こされた。以降は後任のキャラクターデザイナーによってマイナーチェンジを繰り返しているものの、原型は木村のデザインを踏襲している。
サザエらキャラクターの服装は毎回変更されており、同じ服装が再度使われることはない。
背景はポスターカラーによる手描きであり、使い回しと思われがちだが毎回新しいものを作成している。デジタル環境移行後は、あらかじめデータ化したものをパソコン上で加工しての作成が中心となった一方で、セル画期から在籍するベテランのスタッフは今もすべての背景を1枚ずつ手描きで作成しているという。
2000年代頃からのアニメーション作品には珍しく、一話ごとに脚本・作画などの主要スタッフ名や作品ナンバーを表記している。あくまで作品を管理するために振られた通し番号であり、実際の放送にあたっては各作品の放送時期と内容を考慮して編成されているため、話数と作品ナンバーの順番は一致せずランダムになっている。

### 収録
アフレコは放送開始から現在に至るまで、出演者全員が毎週スタジオへ集まり収録するスタイルである。
初代マスオ役の近石真介によると、“生きた会話”にするため個別収録は認めていないという。そのため、二代目ワカメ役の野村道子は「撮りだめをせず（中略）年末年始も夏休みもなく、風邪をひいてもけがをしても、親の通夜があっても収録の予定は変わらない」としている。二代目マスオ役の増岡弘は「日常生活の一部という感じで仕事をしたという実感が全くしないが、そこが良さでもある」と述べている。
収録自体は、当日にスタジオで台本を入手し、完成された3話分の映像を座ったまま見た後、ラステス（リハーサル）として最初の1話分のみ声を当ててから本番へそのまま移り、3話分を一気に一発収録するという形で行っている（2話分はリハーサルなし）。そのため、収録時間は2〜3時間で他のアニメ作品と比べると早いという。
2020年、新型コロナウイルスの影響で安全確保や感染拡大の防止のために収録は一度中止になり、再開後は事前に台本と映像が渡され、3人前後に分かれての個別収録を行うようになった。その後、2023年より従来の収録形式が再開されたといい、冨永みーなは「家族揃って収録させてもらってます」と話している。
演技に関しては、日常的な会話のリアリティーに重きを置いている。1990年代後半からは高齢者から子どもまで幅広い視聴層を考慮し、聞き取りやすいようにハッキリと少しゆっくりした話し方に演出されるようになった。2019年にゲスト出演した浪川大輔は、語尾の最後まできちんと発声する独特の“サザエしゃべり”があると語っている。

### スポンサー
上述の宣弘社が降板した後のスポンサー枠は、電通が担当している。
放送開始から2018年まで約49年間にわたり、東芝がスポンサーであった。1998年までは単独提供で、以降の複数社提供（東芝を含め6社 - 8社）へ変更後も筆頭スポンサーとして提供を続けた。
開始当初は本編にロゴマークや同社の家電製品が登場することがあったが、後にスポンサーとしての影響力を作品に行使しない姿勢へと転換。作品の普遍性を保つことに一翼を担っていた。
その一方、「ガタの来ていた扇風機が踊りだす」という原作が使えないなど、家電製品が故障する話は禁止という不文律があったという。また、単独提供期にはオープニングの街中の風景に東芝のネオン看板を紛れさせたほか、オープニングとエンディングにロゴ表示とサザエによる読み上げがあり、複数社提供後も「東芝と、ご覧のスポンサーの提供でお送りします（した）」と社名が読み上げられるなど結びつきは強く、同社製品のイメージキャラクターにも起用されていたため、東芝と『サザエさん』の関係性は視聴者にも浸透していた。
2010年代に入り経営が低迷し、2016年に家電事業の売却など消費者向け事業の縮小で宣伝効果が薄れた後も提供を続ける意向を示していたが、経営再建の事業見直しに伴う様々な要因から、「一定の役割を果たした」として2018年3月25日放送回をもって降板。発表時は多数のメディアに報道されるなど、その影響力の高さを示した。
2018年4月1日放送回からは、日産自動車を中心に9社で提供する構成となっている。これに対応するために、本編時間が8秒ずつ計24秒短縮され、スポンサー読み上げも3秒ずつ計6秒短縮し、30秒CM枠を1つ増やした。
2025年1月、中居正広の性加害トラブルに端を発するフジテレビ問題で同局の番組全体においてスポンサー離れが相次いだ影響から提供企業が徐々に減り、2月2日放送回より約2か月間は提供なしとなった。その後、同年4月6日放送回は新規スポンサーとしてOICグループとゲオの2社が参加。

## 登場人物

### 実在する人物・キャラクターの登場事例
2006年（平成18年）4月22日放送の『もしもツアーズ』では、「サザエさん生誕60周年記念ツアー」と銘打ち（場所は桜新町）、アニメの磯野家に当時の『もしツア』の出演者である天野ひろゆき（キャイ〜ン）、ウド鈴木（キャイ〜ン）、坂下千里子、関根勤、KABA.ちゃん、三瓶がアニメで登場した。さらにこの回のラストは、アニメのウド鈴木がエンディングのパロディをやって締め括った（他、2008年〈平成20年〉11月15日、2010年〈平成22年〉12月25日放送にも、旅のエキスパートとしてサザエがアニメで参加した）。ウド鈴木は2013年（平成25年）12月1日に放送された観月ありさ主演の実写ドラマ版（パート4）では占い師役を演じている。またキャイ〜ンと関根は先述の『サザエさんの秘密徹底解明SP』にもゲスト出演、番組では『もしツア』で磯野家と共演した場面が放送された。
2015年（平成27年）8月23日放送の本編では『バレーボールワールドカップ』の番宣も兼ねる形で、眞鍋政義と木村沙織がアニメでゲスト出演した。
2019年（令和元年）11月22日放送の『池上彰×サザエさんスペシャル』では、番組内のアニメに池上彰がアニメキャラになって登場し、磯野家らと共演した。
2022年（令和4年）9月11日放送の『サザエさん知ってますぅ? ニッポン全国海なぞ大調査!』（テレビ西日本制作。関東地区は『日曜スペシャル』）では、番組内アニメに、番組レポーターの伊野尾慧 (Hey!Say!JUMP)、チョコレートプラネット、矢吹奈子 (HKT48) がアニメキャラで登場した。

## 声の出演

### レギュラーキャラクター
（出典）
| 出演期間                        | サザエ     | マスオ   | カツオ     | ワカメ     | タラオ     | 波平     | フネ       |
| ------------------------------- | ---------- | -------- | ---------- | ---------- | ---------- | -------- | ---------- |
| 1969年10月05日 - 1969年12月21日 | 加藤みどり | 近石真介 | 大山のぶ代 | 山本嘉子   | 貴家堂子   | 永井一郎 | 麻生美代子 |
| 1969年12月28日 - 1976年03月28日 | 加藤みどり | 近石真介 | 高橋和枝   | 山本嘉子   | 貴家堂子   | 永井一郎 | 麻生美代子 |
| 1976年04月04日 - 1978年06月04日 | 加藤みどり | 近石真介 | 高橋和枝   | 野村道子   | 貴家堂子   | 永井一郎 | 麻生美代子 |
| 1978年06月11日 - 1998年05月10日 | 加藤みどり | 増岡弘   | 高橋和枝   | 野村道子   | 貴家堂子   | 永井一郎 | 麻生美代子 |
| 1998年05月17日 - 2005年03月27日 | 加藤みどり | 増岡弘   | 冨永みーな | 野村道子   | 貴家堂子   | 永井一郎 | 麻生美代子 |
| 2005年04月03日 - 2014年02月09日 | 加藤みどり | 増岡弘   | 冨永みーな | 津村まこと | 貴家堂子   | 永井一郎 | 麻生美代子 |
| 2014年02月16日 - 2015年09月27日 | 加藤みどり | 増岡弘   | 冨永みーな | 津村まこと | 貴家堂子   | 茶風林   | 麻生美代子 |
| 2015年10月04日 - 2019年08月18日 | 加藤みどり | 増岡弘   | 冨永みーな | 津村まこと | 貴家堂子   | 茶風林   | 寺内よりえ |
| 2019年08月25日 - 2023年02月26日 | 加藤みどり | 田中秀幸 | 冨永みーな | 津村まこと | 貴家堂子   | 茶風林   | 寺内よりえ |
| 2023年03月05日 -                | 加藤みどり | 田中秀幸 | 冨永みーな | 津村まこと | 愛河里花子 | 茶風林   | 寺内よりえ |

- 2010年代以降、高齢化やそれに伴う急逝を受けての声優交代が相次いでおり、2016年にサザエ役の加藤みどりは「今は一番、過渡期ですね」と述べている[128]。
- 2011年時点では加藤のほか、波平役の永井、フネ役の麻生、タラオ役の貴家も初回から出演しており、4人はその功績から同年の東京アニメアワードで功労賞を受賞している[129]。
- 2024年現在、初回から出演しているのはサザエ役の加藤のみである[130]。

### サブキャラクター
公式サイトのキャラクター紹介にあるキャラクターのみ記載。その他のキャラクター、代役などの詳細は「サザエさんの登場人物」を参照。
放送初期から登場するキャラクターに関して、最初は放送毎に異なるもセミレギュラーで参加する声優の中から自然と持ち役が決まったものが多い。そのため、実際には下記の他にも声優がいるキャラクターが存在する。
サブキャラクターの声優は、その回のみのゲストキャラクター（老婆、通行人など）を兼任することが多い。また、ゲストキャラクターのみの担当でレギュラー出演する声優もいる。
波野家
- 波野ノリスケ - 村越伊知郎（1969年12月 - 1998年7月）→荒川太郎（1998年7月 - 2000年6月）→松本保典（2000年7月 - ）
- 波野タイコ - 落合美穂（1970年2月 - 1974年）→恵比寿まさ子（1974年 - 1977年）→塚田恵美子（1977年 - 2013年11月）→小林さやか（2013年12月 - ）
- 波野イクラ - SE→桂玲子（1970年代 - 2025年5月）→平井祥恵（2025年6月 - ）

伊佐坂家
- 伊佐坂難物 - 峰恵研（1985年7月 - 2002年2月）→伊井篤史（2002年2月 - 3月）→岩田安生（2002年4月 - 2009年9月）→中村浩太郎（2009年10月 - 2023年7月）→牛山茂（2023年11月 - ）
- 伊佐坂お軽 - 山田礼子（1985年7月 - 2023年4月）→駒塚由衣（2023年6月 - ）
- 伊佐坂甚六 - 竹村拓（1985年7月 - 2023年8月）→坂巻学（2023年10月 - ）
- 伊佐坂浮江 - 潘恵子（1985年7月 - 1989年）→冨永みーな（1989年 - 1998年6月）→川崎恵理子（1998年7月 - ）

磯野家親戚一同
- 磯野海平 - 永井一郎（1970年 - 2013年）→茶風林（2014年 - ）
- ノリスケの母 - 山田礼子（1980年代 - ）
- 磯野藻屑源素太皆 - 永井一郎（1970年 - 2013年）→茶風林（2014年 - ）
- 石田鯛造 - 若本規夫（不明 - 2013年9月）→沢木郁也（2014年9月 - ）
- 石田おこぜ - 山本圭子（2008年）
- マスオの母 - 山本圭子（不明 - 2016年）→川崎恵理子（2019年 - ）
- マスオの兄 - 沢木郁也（2002年）→坂巻学（2012年11月）
- マスオの兄嫁 - 川崎恵理子（2002年）
- フグ田ノリオ - 瀧本富士子（2002年）

近所の人々
- 裏のおじいちゃん - 峰恵研（不明 - 2002年2月）→伊井篤史（2002年2月 - 2013年10月）→高桑満（2013年12月 - ）
- 裏のおばあちゃん - 山田礼子（不明 - 2024年12月）→真山亜子（2025年2月 - ）
- 湯水金蔵 - 若本規夫（不明 - ）
- 湯水さんの奥さん - 山田礼子（不明 - ）

商店街の人々
- 三郎 - 二又一成（1985年7月 - ）
- 三河屋のご主人 - 若本規夫（2004年）→沢木郁也（2019年）
- 魚徳さん - 沢木郁也（不明 - ）
- 肉屋さん - 駒谷昌男（2024年）
- 八百屋さん - 高桑満（不明 - ）

かもめ第三小学校のみんな
- 中島 - 白川澄子（1972年8月 - 2015年11月）→落合るみ（2015年12月 - ）
- 中島のおじいちゃん - 伊井篤史（不明 - 2013年）→高桑満（2013年12月 - ）
- 中島のお兄さん - 竹村拓（不明 - 2016年）→坂巻学（2017年 - ）
- 花沢花子 - 秋元千賀子（1971年3月 - 1971年12月）→山本圭子（1972年2月 - 2023年10月）→渡辺久美子（2023年11月 - ）
- 花沢さんのお父さん - 若本規夫（不明 - ）
- 花沢さんのお母さん - 山本圭子（不明 - 2016年）→川崎恵理子（2017年 - ）
- かおりちゃん - 桂玲子（不明 - 2025年5月）→小白川愛菜（2025年6月 - ）
- 早川さん - 潘恵子（不明 - 1989年）→冨永みーな（1989年 - 1998年）→川崎恵理子（1998年 - ）
- 橋本 - 山田礼子（不明 - 2024年12月）→真山亜子（2025年2月 - ）
- 西原 - 三輪勝恵（1972年10月 - 不明）→塚田恵美子（1979年 - 2013年）→小林さやか（2014年 - ）
- スズコちゃん - 桂玲子（不明 - 2022年4月）→北原沙弥香（2022年6月 - ）
- みゆきちゃん - 冨永みーな（1989年 - 1998年）→川崎恵理子（1998年 - 2020年6月）→平井祥恵（2020年7月 - ）
- 堀川くん - 塚田恵美子（不明 - 2013年）→小林さやか（2014年 - ）
- カツオの担任の先生 - 峰恵研（不明 - 2002年2月）→沢木郁也（2002年4月 - ）
- ワカメの担任の先生 - 竹村拓（不明 - 2016年10月）→坂巻学（2017年4月 - ）
- 校長先生 - 玉野井直樹（2021年 - ）

タラちゃんのともだち
- リカちゃん - 桂玲子（1971年7月 - 2025年5月）→北原沙弥香（2025年6月 - ）
- リカちゃんのママ - ？→平井祥恵（2010年代 - ）
- タケオくん - 山田礼子（不明 - 2019年）→三日尻望（2020年 - ）

マスオと波平の同僚
- 穴子さん - たてかべ和也（1971年2月 - 1979年頃）→若本規夫（1979年頃 - ）
- 穴子さんの奥さん - 塚田恵美子（不明）→山本圭子（不明 - 2021年）→落合るみ (2022年 - ）
- 岡島さん - 峰恵研（不明 - 2002年）→伊井篤史（2002年 - 2013年）→高桑満（2013年9月 - ）

### 解説放送
- 佐藤里佳（2014年4月6日 - 2015年3月）
- 藤村さおり（2015年4月 - 2020年11月7日）
- 松村未央（2020年11月14日 - 2023年）

## スタッフ

### 2024年現在
| 役職                   | 名前                       | 期間                     | 初参加年 （当時の役職）     | 備考 |
| ---------------------- | -------------------------- | ------------------------ | --------------------------- | --- |
| 原作                   | 長谷川町子                 | 1969年 -                 | N/A                         | 本人の希望から、字体が他スタッフと異なり最も大きい。                                                                                    |
| コピーライト           | ©長谷川町子美術館          | 1993年4月 -              | N/A                         | 2010年6月までは「©（財）長谷川町子美術館」。                                                                                            |
| プロデューサー         | 渡辺恒也（フジテレビ）     | 2016年 -                 | N/A                         | |
| プロデューサー         | 古川周（フジテレビ）       | 2025年-                  | 2024年 （プロデューサー補） | |
| プロデューサー         | 田中洋一                   | 1998年 - 2009年 2016年 - | 1989年 （制作進行）         | エイケン側プロデューサー。 2009年から一時期は制作進行→制作管理を担当。                                                                  |
| チーフディレクター     | 近藤一英                   | 2024年7月 -              | 2019年 （演出）             | 助監督を経て現職。 |
| キャラクターデザイナー | 小池達也                   | 2018年7月 -              | 2007年 （作画）             | |
| アートディレクター     | 佐藤博                     | 2012年4月 -              | 1992年 （美術）             | |
| カラーディレクター     | 千代間由佳                 | 2016年 -                 | 2000年 （色彩）             | |
| 撮影チーフ             | 工藤一史                   | 2018年8月 -              | 1990年 （撮影）             | |
| 編集                   | 牧岡栄吾                   | 1992年 -                 | N/A                         | OPでのクレジットは2019年以降。 |
| 録音 演出              | 壷井正                     | 2016年4月17日 -          | N/A                         | 2019年まではグロービジョン所属。 |
| 録音                   | グロービジョン九段スタジオ | 2015年 -                 | 1969年                      | 以前は本社併設の信濃町スタジオを使用（クレジットは社名のみ）。                                                                          |
| 調整・選曲             | 安部雅博                   | 2023年 -                 | 2003年 （録音担当）         | 2014年から2023年までは調整のみ担当。 |
| 録音担当               | 石橋侑也                   | 2024年 -                 | N/A                         | |
| 音響制作担当           | 郡司哲也                   | 2020年 -                 | N/A                         | |
| 音楽                   | 越部信義                   | 1969年 - 1997年          | N/A                         | 当時は音楽企画センター→サンオン所属。 降板後も既存楽曲を引き続き使用。 降板後は暫くノンクレジット。2013年より河野と連名という形で復帰。 |
| 音楽                   | 河野土洋                   | 1998年 - 2017年          | N/A                         | 2017年の降板後も越部同様、既存楽曲を引き続き使用。                                                                                      |
| 効果                   | 柏原満（T.E.O）            | 1969年 -                 | N/A                         | 選曲にノンクレジットで参加。2014年以降はこちらがメイン。 2014年の降板後も既存音源を使用しているため、引き続きクレジット。               |
| 効果                   | 今野康之                   | 2015年 -                 | N/A                         | 当初はスワラ・プロ所属。 |
| 文芸                   | 野坂律子                   | 2011年 -                 | N/A                         | |
| 文芸                   | 松川綾子                   | 2024年 -                 | N/A                         | |
| 開発担当               | 松崎容子（フジテレビ）     | 2016年 -                 | 2011年 （プロデューサー）   | |
| 制作デスク             | 吉田宰祐                   | 2016年 -                 | N/A                         | |
| ビデオ編集             | 石岡広平（グロービジョン） | 2013年 -                 | N/A                         | |
| 制作                   | フジテレビ                 | 1985年3月 -              | N/A                         | 1986年3月までは旧ロゴ表記。 2023年はロゴの左横に開局65周年記念のシンボルマークを配置。                                                  |
| 制作                   | エイケン                   | 1969年 -                 | N/A                         | 1973年までは旧社名の「TCJ動画センター」としてクレジット。                                                                               |

#### 主な各話スタッフ
| 名前                           | 期間                     | 備考                                          |
| 脚本                           | 脚本                     | 脚本                                          |
| ------------------------------ | ------------------------ | --------------------------------------------- |
| 雪室俊一                       | 1969年 - 1985年 1995年 - | メインライター。 放送開始より参加。           |
| 城山昇                         | 1969年 -                 | メインライター。 第一回放送より参加。         |
| 小林英造                       | 2010年 - 2019年 2023年 - |                                               |
| 浪江裕史                       | 2011年 -                 |                                               |
| 中園勇也                       | 2013年 -                 |                                               |
| スギタクミ                     | 2015年 2019年 -          |                                               |
| あみやまさはる                 | 2015年 -                 |                                               |
| 広田光毅                       | 2015年 -                 |                                               |
| 諸橋隼人                       | 2021年 -                 |                                               |
| 演出                           |                          |                                               |
| 佐藤豊                         | 2011年 -                 | 絵コンテ兼任。                                |
| 望月敬一郎                     | 2014年 -                 | 絵コンテ兼任。                                |
| 牛草健                         | 2015年 -                 | 絵コンテ兼任。                                |
| 前園文夫                       | 2016年 -                 | 絵コンテ兼任。                                |
| 神原雄二                       | 2017年 -                 | 絵コンテ兼任。                                |
| 山﨑茂                         | 2018年 -                 | 絵コンテ兼任。                                |
| 近藤一英                       | 2019年 -                 | チーフディレクター （2024年 - ）              |
| 高田ひろし                     | 2022年 -                 | 絵コンテ兼任。                                |
| 加藤晋                         | 2022年 -                 | 絵コンテ兼任。                                |
| 吉本毅                         | 2023年 -                 |                                               |
| 森友宏樹                       | 2024年 -                 |                                               |
| 絵コンテ                       |                          |                                               |
| 岡田宇啓                       | 1969年 -                 | 第一回放送より参加。                          |
| 前田基匡                       | 2022年 -                 |                                               |
| こんどうまどか                 | 2023年 -                 |                                               |
| 古谷渓一郎                     | 2023年 -                 |                                               |
| 青木康直                       | 2023年 -                 |                                               |
| 日下雄一朗                     | 2024年 -                 |                                               |
| 前田成美                       | 2024年 -                 |                                               |
| 作画（作画監督・原画・動画）   |                          |                                               |
| 江沢聖三                       | 1969年 -                 | 放送開始より参加。                            |
| 大隅夫美雄                     | 1969年 -                 | 放送開始より参加。                            |
| 金子勲                         | 1969年 -                 | 「金子いさお」名義も使用。 放送開始より参加。 |
| 川名裕子                       | 1997年 -                 |                                               |
| 見陰智史                       | 2000年 -                 |                                               |
| 石丸哲也                       | 2003年 -                 |                                               |
| 西阪晃子                       | 2005年 -                 | チーフアニメーター （2014年 - 2018年）        |
| 清川康太                       | 2018年 -                 |                                               |
| 石黒あつし                     | 2008年 -                 |                                               |
| 吉崎誠                         | 2010年 -                 |                                               |
| 岡田誠司                       | 2010年 -                 |                                               |
| 中島豊秋                       | 2013年 -                 |                                               |
| 七海明憲                       | 2016年 -                 |                                               |
| 関本渡                         | 2016年 -                 |                                               |
| 宍倉敏                         | 2017年 -                 |                                               |
| 川口準之祐                     | 2018年 -                 |                                               |
| 他多数                         |                          |                                               |
| 美術（背景）                   |                          |                                               |
| 川上克彦                       | 1987年 -                 |                                               |
| 宮川一男                       | 2011年 -                 |                                               |
| 秋保富恵                       | 2013年 -                 |                                               |
| 土師勝弘                       | 2017年 -                 |                                               |
| 佐々木秀泰                     | 2018年 -                 |                                               |
| 他多数                         |                          |                                               |
| 仕上                           |                          |                                               |
| 中沢邦夫                       | 1983年 -                 | カラーディレクター （2008年 - 2016年）        |
| 瀬崎文男                       | 1983年 -                 |                                               |
| 磯部知子                       | 2016年 -                 |                                               |
| 撮影                           |                          |                                               |
| 工藤一史                       | 1990年 -                 |                                               |
| 岡部真也                       | 1994年 -                 |                                               |
| 佐藤豊                         | 2010年 -                 |                                               |
| 藤井正和                       | 2010年 -                 | 当初は制作管理                                |
| 伊勢智寿美                     | 2010年 -                 | 当初は制作進行                                |
| ルル・ダミアン                 | 2013年 -                 |                                               |
| 川﨑悠子                       | 2022年 -                 |                                               |
| 望月めぐみ                     | 2023年 -                 |                                               |
| 編集                           |                          |                                               |
| 牧岡栄吾                       | 1992年 -                 |                                               |
| 岡田輝満                       | 2022年 -                 | （岡田編集室）                                |
| 制作協力                       |                          |                                               |
| アートアニメスタジオ           | 1973年 -                 |                                               |
| G&Gディレクション              | 2012年 -                 |                                               |
| リバティアニメーションスタジオ | 2005年 -                 | 初期は「リバティシップ」名義                  |
| BIGBANG                        | 2023年 -                 |                                               |
| ハヤブサフィルム               | 2024年 -                 |                                               |

### 過去
- コピーライト：©姉妹社（1969年 - 1993年）
- 監修：小林利雄（宣弘社）
- 企画（フジテレビ）：別所孝治、久保田榮一、河野雄一、松崎容子、情野誠人
- プロデューサー
  - 宣弘社：松本美樹
  - フジテレビ：久保田榮一、石川泰平、小牧次郎、河野雄一、平野毅、鈴木吉弘、手塚久、小川泰、鈴木専哉、春名剛生、松崎容子、情野誠人、野崎理
  - TCJ動画センター→エイケン：堀越唯義、小室常夫、関孝行、毛内節夫、山口秀憲、一色弘安、松下洋子[注釈 23]
- チーフディレクター[注釈 24]：渡辺米彦、村山修、山本功、山岸博、森田浩光
- チーフアニメーター：毛内節夫、月川秀茂、片野功、国保誠、西阪晃子
- アートディレクター：小野辰雄、亀崎経史、久保陽彦、大隅敏弘[注釈 25]
- カラーディレクター：尾崎孝、鬼沢富士男、中沢邦夫
- 撮影チーフ[注釈 26]：黒崎千伍
- 録音 演出：岡本知、本吉伊都子、百瀬浩二（グロービジョン）
- 録音：番町スタジオ
- 編集：矢吹敏明、山田静男、鶴淵允寿、川名雅彦、小沢修博、平田光宏、五月女孝男、瀬山編集室（松原理恵、佐々木紘美、白石あかね）
- 現像（ビデオ編集）：東洋現像所→IMAGICA（1969年 - 2013年）
- 制作主任：一色弘安
- 調整：島津勝利（1969年 - 2014年）
- 効果：茅原万起子（2022年 - 2023年）
- 録音担当：小山雄一郎、安部雅博
- 音響制作担当：中村梨沙、藤代早紀
- 音楽：河野圭（2019年・2020年）[注釈 27]
- 演奏：スクリーン・ミュージック
- 文芸
  - 宣弘社：渡辺美恵子、竹内晴子、今野怜子、中川ひろ子、三角周子、吉留孝子
  - エイケン：関口栄子、鈴木雅美、古川佳嗣、池田たか子、面出明美、三上牧子、大浜誠、成島由紀子、城所裕衣
- 演出助手：長友孝和
- ビデオ編集：島田岳士（グロービジョン）
- 企画制作：宣弘社

#### 各話スタッフ
- 脚本：辻真先（1969年 - 1985年，2003年? - 2007年）、宮内婦貴子（1969年）、小沢洋（1969年）、久保田圭司（1969年）、鈴樹三千夫（1970年）、広川明志（1971年）、馬嶋満（1972年 - ）、山本功、長谷川町子、今野怜子、吉留孝子、三上牧子、田村多津夫、青島利幸、三谷幸喜（1985年）、鈴木高、荒木芳久、藤本信行、富田祐弘、秋場由美、小沢修博、池田たか子、黒岩夕城、丸尾みほ[注釈 28]、清水東（1985年 - 2001年）、林民夫、面出明美、西村則男[注釈 29]、並木敏、飛鳥功[注釈 30]、芹口節子、鈴木雅美、翔太郎[注釈 31]、古川佳嗣、隅沢克之、柳川茂、影山由美、井上知幸、曽田博久、大西由起、野尻靖之、西沢七瀬、山岸博、夢野さくら、大浜誠、小林雄次、成島由紀子、末永光代、加奈田まい、佐東みどり、森山あけみ、福田美保子、山田由香、吉高寿男、たむらようこ、岸間信明、牟田桂子、石田浩、谷本和弘、金月龍之介（2016年）、小峯裕之（2016年 - 2020年）
- 演出：村山徹、岡田宇啓、山本功、村山修、高垣幸蔵、鳥居宥之[注釈 32]、日山良雄、桜田泰洋、渡辺はじめ[注釈 33]、瀬古常時、吉田浩、山岸博、角田利隆、ながきふさひろ、見陰智史、中沢寿行、長友孝和、山口秀憲、青木康直、西田正義、茉田哲明、石山貴明、高柳哲司、佐々木涼、岩澤秀平、成川武千嘉、森田浩光、内堀雅人、一居一平、矢島竜
- 絵コンテ：西村則男[注釈 34]、片野功、山口暁生、うもとゆーじ、たなべしんじ、蟹久保朱眞、 他
- 背景：亀崎経史、山本二三

## 音楽
オープニングとエンディングのテーマ曲は、放送開始から変わらず使われて続けている。現在、オープニングは2018年4月1日放送回より1分37秒（提供クレジット表示を含め）、エンディングは1970年4月5日放送回より1分25秒となっている。
オープニングテーマ
『サザエさん』作詞：林春生、作曲、編曲：筒美京平、歌：宇野ゆう子
- 放送初期半年間のオープニングは1番のみであり、これはシングル盤やこれより後の放送で使われたものとは別テイクである。1970年春からの2年間は、2番と4番[注釈 35]の歌詞が使用されていた。その後、イントロ省略の上で現在の1番と3番に変更されている。1976年9月までの放送ではクール毎に編集されていたことが多かったが、1976年10月より完全に現在の形になった。どら猫（泥棒猫）に魚を渡すまいと追いかけるくだりは、サザエ一家は愛猫タマを飼っているとはいえ他の猫には容赦しないという描写ではない。
- 当初、新番組として準備されていた『サザエさん』のスタッフは宇野ではなく由紀さおりに主題歌を依頼する予定だったが、由紀が「夜明けのスキャット」で再デビューすることになり、それと重なることになるため断念したとのことである[136]。
- 主題歌レコードの売れ行きは1970年3月末時点で5万枚を越えている[137]。宇野にとっては初のヒット曲とされている[137]。
- 歌唱者である宇野にはアニメ放送時に流される分の印税は入らず、放送開始時に行われたレコーディングの際のギャラも3000円（当時の大卒初任給は3万円）だった。これは番組の放送期間がここまで長続きするとは思っていなかったこともある[138]。
- 2014年7月27日は例年通り『武器はテレビ。 SMAP×FNS27時間テレビ』の1コーナーとして放送、OPも特別版となり、3番のみを通常の宇野に替わり本番組の総合司会であるSMAPがカバーした[139][140]。
- 2007年には高校の音楽の教科書に掲載された[141]。

エンディングテーマ
『サザエさん一家』作詞：林春生、作曲、編曲：筒美京平、歌：宇野ゆう子
- 1910フルーツガム・カンパニーの曲「バブルガム・ワールド」（アルバム『サイモン・セッズ』収録）に酷似している部分がある[142]。
- 現在放送では[5]、「2番前半の歌唱→2番後半と3番前半のインストゥメンタル→3番後半の歌唱」の構成で使われている。1番は、磯野家が平屋であるにも関わらず、原作に基づいて「二階の窓を開けたらね」という歌詞が歌いだしとなっているため、放送では使われていない[5]。
- フルバージョンの曲の合間には、放送開始当時の声優によるサザエさん一家のセリフが入っている。
- 放送開始から1970年3月29日放送回までは、2番全てと3番後半で構成されており、間奏のみ上記の「サザエさん一家のセリフ」が入っていた。

17cmシングル盤
1. サザエさん/サザエさん一家（東芝レコード/東芝音楽工業→東芝レコード/東芝EMI（現・Virgin Music/ユニバーサル ミュージック ジャパン)）

規格品番はTC-1135（1969年11月10日発売）、TC-3030（1974年6月5日再発売。定価が330円→500円に改定）。
1969年初発売盤は、静電気防止剤を混入した「赤盤」（カラーレコード）も存在した。
1974年再発売盤は全面的に通常の黒色のレコード盤となった。また、ジャケットの発売社名が「東芝音楽工業株式会社」から「東芝EMI株式会社」に変更されている一方、イラストの「TCJ動画センター制作」のクレジットは「エイケン」への社名変更後ながら修正されていない。
8cmCDシングル
1. サザエさん/サザエさん一家（東芝レコード/東芝EMI）

規格品番はTODG-2001。
CDシングル版のジャケットには権利上、タイトルロゴのみの表記でキャラクターのイラストが一切描かれていない。カラオケも収録されているが、赤坂東児編曲による新録音となっている。
番組エンディングの主題歌クレジットにおけるレコード会社名表記は、開始当初は「東芝レコード」だったが、CDシングル発売時（1992年）に「東芝EMI」、東芝資本撤退時（2007年）に「EMIミュージック・ジャパン」、ユニバーサル ミュージック ジャパンとの経営統合時（2013年。変更は同年8月より）に「ユニバーサル ミュージック」に変更している。
その他、作曲者である筒美京平の作品を集めたCDや、アニメ主題歌のオムニバスCDなどにも収録される機会が多い。
iTunes Store、および着うたフル（EZweb、Yahoo!ケータイ、iモード）で2006年8月23日から配信されている。
「サザエさん」「サザエさん一家」のTVサイズバージョン（1976年10月以降現在まで使用されているもの）は、オムニバスCD『エイケン アンソロジー 1963〜1972』（トライエム、2001年発売）に収録されている。
また「サザエさん一家」は『日曜夜のテレビは哀愁』（GT music/ソニー・ミュージックダイレクト〈現：ソニー・ミュージックレーベルズ〉、2007年10月10日発売）にも5曲目に収録されている。

### 挿入歌
1. 「レッツ・ゴー・サザエさん」作詞：北山修、作曲・編曲：筒美京平、歌：加藤みどり
2. 「カツオくん（星を見上げて）」作詞：北山修、作曲・編曲：筒美京平、歌：高橋和枝

- 次回予告のBGMは、「レッツ・ゴー・サザエさん」のインストゥルメンタルのアレンジである。また、記念回や家族旅行編、1984・85年にあった短尺作品の劇中でも、同曲のカラオケバージョンやそのアレンジ「テーマアレンジC」「予告用BGM」などがBGMとして使用されている。
- 実際に使われた例として、1971年1月24日放送「レッツGOサザエ」、1972年10月22日放送「旅は道ずれ」で「レッツ・ゴー・サザエさん」が、1971年4月4日放送「ぼくは頭がいい」、2003年11月9日放送「磯野家北へ飛ぶ」で「カツオくん（星を見上げて）」が流された。1989年3月5日放送「カツオ磯野家のルーツを探る」、2014年10月5日「レッツゴーサザエさん」で、両曲が流された。

シングル盤
1. レッツ・ゴー・サザエさん/カツオくん（星を見上げて）（東芝音楽工業/東芝レーベル）

規格品番はTC-1153。
- 「レッツ・ゴー・サザエさん」は、『永久保存版アニメ主題歌大全集』『ぼくらのテレビ探偵団 Vol.3』（いずれも東芝EMI）などのCDに収録されていた。

### コンパクト盤
- サザエさん（1971年4月5日発売、東芝音楽工業）

「サザエさん」「サザエさん一家」「レッツ・ゴー・サザエさん」「カツオくん（星を見上げて）」の4曲を収録。規格品番はTC-4009。

### アルバム
- こどものテレビ・ドラマ・シリーズ サザエさん（1971年2月発売、東芝音楽工業）

「サザエさん」「サザエさん一家」「レッツ・ゴー・サザエさん」「カツオくん（星を見上げて）」の4曲、およびドラマ4話で構成。規格品番はTC-6322。
- サザエさん音楽大全（2013年12月4日発売、イーストワールド/USMジャパン/ユニバーサル ミュージック ジャパン[143]）

上記の主題歌・挿入歌（「愛しすぎてるサザエさん」「サザエさん出発進行」の2曲を除く）や「サザエさん」「レッツ・ゴー・サザエさん」「カツオくん（星を見上げて）」のオリジナル・カラオケをステレオで収録し、1992年に前述の8cmCDシングルで発売されたもの以外は全て初めてCD化されたものである劇中BGMや効果音もモノラルで収録され、発売以降、テレビやラジオの番組でサザエさんを連想されるような箇所では本作に入っているBGMが使われている。当初は2013年10月30日に発売予定だったが、一度中止となっていた。そのため規格品番もTYCN-60001からTYCN-60100に変更されている。

## オープニング映像

### 挨拶
冒頭で、サザエが視聴者に対し「サザエでございま～す！」と挨拶を行う。
挨拶に関して、開始当初は「わたくし、サザエでございます」であり、その後は「（おしとやかな言い方で）サザエでございます」「こんにちは！お元気？」など不定期に変更されていたが、1983年4月に現行のものに落ち着いた。なお、それ以降この挨拶の声は一度も録り直しが行われておらず、40年以上にわたり同じものを使用している。

### 旅行
1974年（昭和49年）の1月以降の回は、日本各地をサザエが旅し、訪れた場所を紹介する内容となっている。これは元々エンディングで京都府を訪れたものが好評だったため、オープニングで流すことになったという。内容は季節に合わせ3か月ごとに変更している。2000年（平成12年）からは、訪れる場所を1つまたは2つの都道府県に絞って半年間（一部例外あり）流す方式になっており、紹介を希望する県や自治体から約500～1000万円の協力費を受けている。これに関して、オープニングで地方紹介部分は1分10秒ほど（オープニング自体は提供を含めて1分40秒）であるが、日曜日の同時間帯に1分のCMを半年間放送した場合には最低でも9600万円以上必要とされるため、費用対効果の高い観光PRとして注目されている。
- 『サザエさん』のオープニング訪問地
  - 1974年 石川県[150]
  - 1978年 三重県
  - 1980年頃 四国地方
  - 1990年 栃木県、群馬県
  - 1991年 広島県
  - 1993年 東海地方
  - 1994年 関東地方、中部地方
  - 1996年 福岡県、北海道
  - 1997年 4月 - 9月 高知県[注釈 42]・徳島県、10月 - 3月 山形県[注釈 43]・福島県[151]
  - 2000年 長野県、福井県、富山県
  - 2001年 愛媛県、佐賀県[152]
  - 2002年 - 2003年3月 岐阜県、山梨県
  - 2003年度 岩手県、石川県
  - 2004年度 静岡県、鹿児島県[153]
  - 2005年度 愛知県[154]、広島県[155]
  - 2006年度 宮城県、岡山県[155][156]
  - 2007年度 愛媛県、富山県[155]
  - 2008年度 山口県[157]、岐阜県[155][158]
  - 2009年度 新潟県[158]、茨城県[155]
  - 2010年度 東京都[注釈 44]秋は江戸時代、冬は明治時代だった[155]。
  - 2011年度 鹿児島県[153]、大分県[155]
  - 2012年度 兵庫県、福井県[155]
  - 2013年度 福島県[151]、静岡県[155]
  - 2014年度 秋田県[159]、長野県[160][161][162]
  - 2015年度 富山県[163]、宮崎県[164][165]
  - 2016年度 佐賀県[152]、三重県[166]
  - 2017年度 兵庫県[167]、岡山県[168]
  - 2018年度 鹿児島県[153][155]、静岡県
  - 2019年度 宮城県[169]、愛知県[154][170]
  - 2020年度 東京都[171]、大分県・熊本県阿蘇市（大観峰、阿蘇五岳、あそぼーい!、古閑の滝）[172][173]
  - 2021年度 長野県[161][174]、岩手県[175][176]
  - 2022年度 日本財団との共同プロジェクトで、オープニングに全国各地の「海」にまつわるスポットやシーンを紹介[177]、北海道[178]
  - 2023年度 新潟県[179][180]、茨城県[181][182]
  - 2024年度 福井県[183]、愛媛県[184][185][186]
  - 2025年度 秋田県[187][188]

### クレジット
- 1971年以降、オープニングの最後は季節によって異なる野菜や果物など同じものが2つ表れ、制作社のクレジット（現在は「制作（目玉マーク）フジテレビ、エイケン」[注釈 45]）が表示されたあと、サザエらが大きい物、次にタマが小さい物の中から登場し、オープニング曲に合わせてリズムを取る[注釈 46]。2019年1月13日放送回以降は、タマがサザエたちより先に果物から飛び出すフライングシーン[注釈 47]のあるバージョンが不定期で使われている[189]。

その後、提供クレジットが入る。
- 放送当初は、サザエ一家が続けて歩く後ろで、東芝の当時のロゴ（「Toshiba」と筆記体で描かれている）が合わせて動き拡大され、提供読みをするサザエが登場し、提供として示されるというものだった。
  - 「カラーでお送りいたします」という台詞があった。
- 1970年4月5日放送回から、サザエ一家が横一列に並んで行進する後ろに東芝のロゴが合わせて動くというものとなる。行進の演出は、現在の放送まで変わらず続けられている。その後、サザエとタラオが提供読みをする。「明日をつくる技術の東芝」や「エネルギーとエレクトロニクスの東芝」のように、キャッチコピーがナレーションや文字で示されていた[注釈 48]。
- 1998年11月8日放送回から、複数のスポンサーを示すようになり、東芝のロゴが動く演出は無くなった。この頃から一時期は、提供読みのナレーションをカツオが担当していた時期もあった。
  - 遅れネットで放送される地域では、本放送と同じ提供された素材を用い、クレジット表記のみを自社で送り出すようになった。
  - 東芝が提供を降板したための措置。遅れネットで放送される地域ではサザエがはけるとこでブラックアウトするなどの措置となる[注釈 49]。テレビ山口は独自にスポンサーを付けているが、ブラックアウト後にブルーバックで独自に挿入する。
- 2025年2月2日放送回では不適切接待疑惑問題によりスポンサーがなくなったため、提供クレジットの代わりに磯野家の入り口をタマが歩き、「レッツゴーサザエさん」のアレンジ音源が流れる新規カットインシーンが挿入された[190]。2月9日にはサザエ、マスオ、フネ、タマが登場する演出に変更され、2月16日では既存のPR用素材などを流用した静止画の挿入のみとなり、ジングルは引き続き流用された[191]。4月6日以降は空き枠に新たなスポンサー(GEO、OICグループ)が入った影響でこの静止画は廃止された[192]。5月でダイワハウスも加入した。

### 季節ごとに異なる映像

#### 野菜と果物
※最初はサザエが訪れた場所の特産物で毎回変更していたが、後に下記の4種に統一された。2024年1月から再び特産物に変更した。
- 春期（4月 - 6月）：トマトとびわ
- 夏期（7月 - 9月）：スイカとプリンスメロン
- 秋期（10月 - 12月）：柿と栗[注釈 50]
- 冬期（1月 - 3月）：リンゴとみかん

#### 花
- 春期（4月 - 6月）：菜の花
- 夏期（7月 - 9月）：朝顔
- 秋期（10月 - 12月）：コスモス
- 冬期（1月 - 3月）：梅

## エンディング映像
冒頭でタマとハチが登場する静止画が示された後、原作の4コママンガを6本から8本、台詞が少なく絵のアクションで楽しめるものを中心に映像化し、その間にキャストやスタッフのクレジットが行われるものとなっている。登場人物や台詞に若干の変更を加えることもあるが、基本的には原作の自由な雰囲気を尊重しているため、茶の間に本棚があったり家に洋式の扉があるなど、アニメと設定が異なる箇所も忠実に再現している。また、静止画と原作は季節感を重視した内容にしており、オープニングと同じく3カ月ごとに変更している。
原作映像の後は場面が転換し、一家がサザエを先頭に一列になり、曲に合わせ踊りながら行進をする。場所や衣装が四季によって異なり、1970年代から以下の三種で統一されている。
- 春期・秋期：メキシコをモチーフにしており、一家は伝統衣装（ソンブレロとポンチョ）をまとう。
- 夏期：ハワイをモチーフにしており、一家はフラダンス衣装やハワイアンシャツをまとう（サザエはフラダンスを披露）。
- 冬期：サザエが他の6人を乗せたそりを引きながら雪原を進む。

上記の映像の後、続けて一家は野原を行進し、山小屋のような建物に一家のシルエットが飛び込む場面で映像は終了する。なお、この演出のみは放送開始から変わらず使われ続けている。
クレジットは、映像と共に3カ月は固定される状態が長年行われた。そのため、その回に出演していないキャストや製作を担当していないスタッフもクレジットされていたが、2013年4月14日放送回からはその回の出演者・その回の制作に関わったスタッフのみがクレジットされるようになった。
スペシャル版などでは、特別なアニメーションが作られることもある。

## 次回予告
最初にサザエが「さ〜て、来週のサザエさんは?」と言い、リモコンをテレビに向けるしぐさをすると「次回予告」とテロップが表れ、その後は次回の映像を流す中、サザエ、タマ以外の一家の内1人が声で登場、名乗ってコメントしたあと、次回放送の3本のサブタイトルを読み上げる。ただし、次回がスペシャルの場合はサザエがスペシャルの内容を紹介する。また、サザエが「ご覧の3本です」と次回放送の3本のサブタイトルを表示し、その後にイベントや募集告知などを行う場合もある。
最後は、じゃんけんのそれぞれグー・チョキ・パーの絵が付いた棒を手に持っているサザエが画面に向かって「来週もまた見てくださいね〜」と言った直後、「じゃんけんポン！」の声と共に3つのうちのどれか1つを視聴者に見せ、「うふふふふふ」の笑い声と共に手を振って提供を読み上げたところで終わりとなっている。スペシャルでは、家族全員で行うこともある。
2018年10月からはデータ放送でのじゃんけん投票が可能になった。次回予告が始まるまでにリモコンのボタンによって自分の出し目を選択し、勝ち（勝ち点4）・負け（同1）・あいこ（同2）によってそれぞれの点数が入り、一定得点に達したら公式サイトから番組宛てに応募して、抽選で賞品が当たるというものである。なお得点は月が替わればリセットされ、「0」からのスタートとなる。なお、18時59分になるとデータ放送が消されるため、得点のスタンプは翌週の放送時に押される。
2020年、じゃんけんで5週連続でパーが出たことがあった。これはサザエさんじゃんけんの29年の歴史で初のことであり、これについてフジテレビは、「じゃんけんはサザエさん自身で考えて出しているので、私たちにもわからない」とコメントしている。また、サザエさんのじゃんけんを長年研究している高木啓之も、5週連続のパーは予測できなかったという。
2015年8月24日〜28日放送の『めざましテレビ』では、『サザエさん』のキャラクターが交代で「めざましじゃんけん」を担当した。また、2019年11月18日〜11月22日の同番組ではサザエさん一家が各曜日に毎に「めざましじゃんけん」の3戦目を担当した。また同年同月22日の『池上彰×サザエさんスペシャル』では4回にわたってアニメキャラクター化された池上彰が担当した。
1991年10月13日放送分まで予告の最後は、サザエがお菓子を放り投げ、口で受け止めて食べたところを視聴者に見つかり、慌てて隠しながら「来週もまた、見てくださいね〜」と言った直後、喉に詰まらす仕草をして「ンガググ」と声を発するものとなっていた。しかし、この映像を見た東北大学医学部附属病院耳鼻咽頭科と国立小児病院小児科の医師が「投げ食いは、子供がまねると気管をつまらせ呼吸困難になり、最悪死亡する危険性がある」と指摘。これを受けて、制作会社のエイケンは少しでも危険があるものは放送してはいけないと判断。長谷川町子の了解を得た後、同年10月20日放送分から現在のじゃんけんに変更された。

## 放送・編成
平常放送時間は、毎週日曜18時30分 - 19時である。系列外でも番販ネットでそれぞれ異なる時間帯に放送している。
以前は日本全域で放送されている唯一の民放テレビアニメであった。2025年3月、徳島県の四国放送が最終回表記で放送を打ち切ったが、同局は日本テレビ系列で徳島県にフジテレビ系列局が存在しないため放送していたという特殊な事情があり、終了理由には「編成上の都合」と回答したほか、同県ではケーブルテレビ等を通じて近畿広域のフジテレビ系列局である関西テレビ及び、岡山・香川準広域の岡山放送が受信可能なため、視聴自体は引き続き可能である。
改編期特番による休止はほぼ発生しないが、2000年代後半からはプロ野球の日本シリーズなどのスポーツ中継や『ちびまる子ちゃん』のスペシャルなどを放送した関係で休止した事例がある。また、ゴールデンタイムでのスポーツ中継などの開始時間が15分のフライングスタートだった場合は15分先行放送という形で18:15 - 18:45で放送される場合があり、かつては30分先行して18:00 ｰ 18:30に放送する場合もあった。
年末年始に日曜日が含まれ、大晦日（12月31日）が該当する場合には平常通りに放送し、正月三が日には特番編成で休止する場合が多い。
オイルショックや新型コロナウイルスの感染拡大の影響で新規収録が停止した際には、約1か月間に渡り再放送を行った。
作品編成は独立した内容を3話扱う3本編成（初回放送から固定）だが、3本中に前後編の2部編成が組み込まれる場合がある。1984年、85年の一部の回では、Bパートを短縮しCパートとの間に4コマ漫画を基にした1分30秒の作品が放送されていた時期があった。予告編でも4本の話が放送されると紹介されていた。この作品にはBGMとして「レッツゴー・サザエさん」やこの曲のインストゥルメンタル、「テーマアレンジC」、「予告用BGM」などが全編にわたり流れていた。2010年12月26日放送分は1本の作品を3パートに分けてとるという特殊な構成をとった。また1話の長さは、変更された順に7分15秒、1975年5月より7分5秒、1987年10月より6分55秒、そして2018年4月より現在6分47秒。
ポケモンショックの発生以後、Aパートの冒頭では画面上に「お子さまへ!テレビをみるときはへやをあかるくして、できるだけはなれてみてください」と表示されている。当初はロールスーパーで流れていたが、後に固定表示に変更されている。

### ジャンクション
放送終了後、ごく稀に次番組とのジャンクションを組むことがある。
- 2000年代初頭 - 直後に『こちら葛飾区亀有公園前派出所』へのジャンクションを実施。前述のじゃんけんのパロディとなっており、サザエのじゃんけん終了後、間をあけずに同作主人公の両津勘吉が「あいこでしょ！」と言いながら「グッチョッパ」（グーとチョキとパーを同時に出す不正行為）の描いてある絵が付いた棒を出した後に番組の予告をするというものだった。
- 2014年2月2日～6月15日 - 直後に『日本語探Qバラエティ クイズ!それマジ!?ニッポン』へのジャンクションを実施。ジャンクションにはサザエ、カツオとワカメ（週交代）が登場した。
- 2019年8月25日～9月1日 - 直後に『2019年世界柔道選手権大会』中継のジャンクションを実施。
- 2019年9月15日～10月13日 - 直後に『2019年ワールドカップバレーボール』の中継を放送。終了直後のジャンクションとして次回予告の映像を流用したパロディ映像を放送した。

### 特別編成
放送枠自体は変わらないものの、次番組の都合などから放送時間や編成が一時的に変更された事例がある
- 2020年12月20日 - アニメ『鬼滅の刃 柱合会議・蝶屋敷編』が18:59 - 21:14に編成されステブレレスを行ったため、1分縮小して18:59まで放送[注釈 65]。
- 2021年8月29日 - 『FNSラフ&ミュージック〜歌と笑いの祭典〜』（第2夜）が18:59 - 23:09に編成され、2020年と同様に18:59まで放送[注釈 65]。
- 2022年9月11日 - 『FNSラフ&ミュージック2022〜歌と笑いの祭典〜』（第2夜）が18:59 - 23:09に編成されたため、上記同様18:59まで放送[注釈 65]。

## 視聴率
本番組は、1970年代から視聴率が高い番組としても知られている（以下の記録はすべてビデオリサーチ調べ、関東地区・世帯・リアルタイム。）。
1978年には、全テレビアニメの年間視聴率ランキングにおいて1位から26位まで独占するという記録を残したことがある。翌1979年（昭和54年）9月16日には歴代最高視聴率である39.4%を記録（下記）し、ビデオリサーチが調査を開始した1977年9月26日以降に放送されたテレビアニメ全体における歴代二位の高視聴率である。
1989年（平成元年）1月15日から2008年（平成20年）11月時点での平均視聴率は、22.3%。
2010年代からは視聴率が低下しており、2021年の平均視聴率が11.2%、2023年時点における通常放送の視聴率は7～9%を前後している。その一方で、テレビアニメの週刊視聴率では現在もほぼ毎週1位を記録しているほか、2010年代から普及したコア（個人、13～49歳の男女）視聴率やタイムシフト（録画）視聴率は高い数値を記録している。
2005年8月5日、大和総研は『サザエさんの視聴率と株式市場の不思議な連動性』というレポートを公表し、本作視聴率と東証株価指数 (TOPIX) の相関係数は0.86であることを発表。本番組放送時間帯は、景気良好時に外食等の外出で視聴率が低下し景気悪化時は出費を避け家庭内で過ごすことから視聴率上昇に繋がる、と分析し、連動性を示唆している。本作の視聴率と経済の関連性は「サザエさん効果」などと呼ばれ、経済学の一つとして研究されている。

### 歴代高視聴率
（出典）
1978年から1980年に集中している。
| #  | 話数&サブタイトル                                           | 放送日         | 視聴率 |
| -- | ----------------------------------------------------------- | -------------- | ------ |
| 1  | 第520話「今夜のおかずは/しつけも大変/ゆく夏くる夏」         | 1979年09月16日 | 39.4 % |
| 2  | 第474話「思いやりの秋/すみませんですど～も/買いたさ見たさ」 | 1978年10月29日 | 39.2 % |
| 3  | 第527話「恐妻家/隠れた才能/絵がいっぱい」                   | 1979年11月04日 | 38.6 % |
| 3  | 第545話「カツオ特別席/夫婦の会話/イクラが先生」             | 1980年03月09日 | 38.6 % |
| 5  | 第489話「いいくせ悪いくせ/本音とたてまえ/カツオはもう春」   | 1979年02月11日 | 38.1 % |
| 5  | 第537話「好き好き大スキー/カツオ防災読本/お母さんの先生」   | 1980年01月13日 | 38.1 % |
| 7  | 第526話「柿の季節/読みます 読ませます/父さんのおしゃれ」    | 1979年10月28日 | 38.0 % |
| 8  | 第479話「モーレツですね/いたずら二代目養成中/とんだ災難」   | 1978年12月03日 | 37.8 % |
| 9  | 第530話「波平夫婦秋の陣/肌寒くなりました/底が知れてます」   | 1979年11月25日 | 37.7 % |
| 10 | 第492話「失礼しました/我が家のペット/タラちゃん 目がない」  | 1979年03月04日 | 37.6 % |
| 10 | 第493話「そそっかしいです/父と子/レジャーも交代制」         | 1979年03月11日 | 37.6 % |

なお、歴代最低視聴率は2023年5月時点では2022年8月28日放送回の5.6%となっていたが、のちに2023年8月27日放送回が5.4%で更新している。

## スペシャル版
1989年3月5日に初のスペシャルを放送して以降、主に改編期や本番組・原作の記念年に放送されることが多い。放送時間の多くは、18時からの1時間である。
2000年以降はサザエさんスペシャルの放送と前後して、『ちびまる子ちゃん』も1時間スペシャルを組むことがあり、その時は『サザエさん』が休止になる。FNSの日による変則編成や放送時間が90分版などに拡大される場合は、19時台にも放送されることもある。
初のスペシャルとなった1000回記念スペシャルは当初1989年1月8日に放送される予定だったが、先述通り前日の1月7日に昭和天皇が崩御し、「FNN報道特番」に差し替えられる形で放送中止となった。これに伴い当スペシャルは2ヵ月後の3月5日に延期され、『1000回突破記念スペシャル』に改題した上で放送された。
| 回   | 年     | 日付     | タイトル                                                           | 時間          | 備考 |
| ---- | ------ | -------- | ------------------------------------------------------------------ | ------------- | --- |
| 1    | 1989年 | 3月5日   | 1000回突破記念スペシャル                                           | 18:00 - 19:00 | オープニング・エンディングが特別仕様となり、オープニングはサザエさんが放送を開始した1969年から1989年までの世相をアニメで紹介、エンディングはサザエが過去に全国各地を旅したものを放送した。                                                   |
| 2    | 1994年 | 10月16日 | 放送25周年スペシャル                                               | 18:00 - 19:00 | 福井謙二、露木茂、八木亜希子（全て当時フジテレビアナウンサー）がアニメで登場し、声も本人が担当した。番組後半では第1回放送分からの1話「お父さんはノイローゼ」が再放送された。                                                                 |
| 3    | 1998年 | 11月1日  | 放送30周年スペシャル                                               | 18:00 - 19:00 | |
| 4    | 1999年 | 12月26日 | 年末大感謝祭スペシャル                                             | 18:00 - 19:00 | 新作3本に加え、磯野家の家族旅行を振り返る「サザエさん一家の珍諸国漫遊記」、第1話「75点の天才!」の再放送で構成。 「75点の天才!」では当時のオープニングがノンクレジットで放送。 作品内の「放送禁止用語」にあたる台詞は無音声にして放送された。 |
| 5    | 2002年 | 1月6日   | 新春お年玉60分スペシャル                                           | 18:30 - 19:30 | |
| 6    | 2002年 | 1月13日  | 成人の日スペシャル                                                 | 18:00 - 19:00 | |
| 7    | 2003年 | 1月5日   | 新春初笑い60分スペシャル                                           | 18:28 - 19:26 | |
| 8    | 2003年 | 2月23日  | 35周年前祝いスペシャル                                             | 18:30 - 19:26 | |
| 9    | 2003年 | 10月5日  | 放送開始35年目スペシャル                                           | 18:28 - 19:28 | |
| 10   | 2003年 | 11月9日  | 35周年記念スペシャル                                               | 18:00 - 19:00 | |
| 11   | 2005年 | 10月23日 | 生誕60周年スペシャル                                               | 18:28 - 19:25 | |
| 12   | 2005年 | 12月18日 | 生誕60周年スペシャル2                                              | 18:28 - 19:05 | |
| 13   | 2006年 | 4月2日   | 生誕60年スペシャル                                                 | 18:46 - 19:25 | |
| 14   | 2006年 | 9月24日  | 秋祭りスペシャル                                                   | 18:30 - 19:08 | |
| 15   | 2007年 | 3月18日  | 1900回記念スペシャル                                               | 18:30 - 19:00 | 通常枠で放送。 スケートリンクを舞台にした「憧れの三回転」で荒川静香がゲスト出演。 |
| 16   | 2008年 | 11月16日 | 40周年記念スペシャル                                               | 18:30 - 19:00 | タイトルと異なり、正確には放送40年目突入である。 |
| 17   | 2009年 | 11月15日 | アニメ&実写版ドラマスペシャル第1弾                                 | 18:30 - 20:54 | 放送開始40周年とフジテレビ開局50周年を記念し、アニメと実写版ドラマをひとつのスペシャルとして放送。 1970年6月14日放送の「サザエ万博へ行く」が再放送された。                                                                                   |
| 18   | 2010年 | 1月10日  | 新春福袋スペシャル                                                 | 18:30 - 19:58 | 原作短編より「サザエさん小噺ぶくろ」、過去3作品の再放送、新作「ポニーちゃんがやってきた」で構成。 |
| 19   | 2010年 | 3月28日  | 春休みスペシャル                                                   | 18:00 - 19:00 | |
| 20   | 2010年 | 8月8日   | アニメ&実写版ドラマスペシャル第2弾                                 | 18:30 - 20:54 | |
| 21   | 2010年 | 8月29日  | 夏休みスペシャル                                                   | 18:00 - 19:00 | |
| 22   | 2011年 | 1月2日   | アニメ&実写版ドラマスペシャル第3弾                                 | 18:30 - 22:00 | |
| 23   | 2012年 | 1月8日   | 新春スペシャル                                                     | 18:00 - 19:00 | |
| 24   | 2013年 | 4月7日   | 放送2200回 45周年前祝いスペシャル                                  | 18:00 - 19:00 | |
| 25   | 2013年 | 12月1日  | アニメ&実写版ドラマスペシャル第4弾                                 | 18:30 - 20:54 | |
| 26   | 2014年 | 10月5日  | 歌って踊ってロケットまで! 放送開始から今日でぴったり45年スペシャル | 18:00 - 19:00 | |
| 27   | 2018年 | 1月7日   | お正月スペシャル                                                   | 18:30 - 19:30 | |
| 28   | 2019年 | 1月6日   | 祝！50周年イヤー突入 お正月スペシャル                              | 18:00 - 19:00 | |
| 29   | 2019年 | 11月24日 | アニメ&実写版ドラマスペシャル第5弾                                 | 18:30 - 21:54 | [ 注釈 73 ] |
| 30   | 2020年 | 2月2日   | 長谷川町子先生生誕100周年スペシャル                                | 18:00 - 19:00 | |
| 31   | 2021年 | 2月14日  | バレンタインデースペシャル                                         | 18:00 - 19:00 | |
| 32   | 2022年 | 3月20日  | 春の東北・岩手ワクワク旅スペシャル                                 | 18:00 - 19:00 | |
| 番外 | 2022年 | 12月31日 | 大みそか アニメサザエさん福岡スペシャル                            | 15:50 - 16:45 | テレビ西日本ローカル。 |
| 33   | 2023年 | 2月26日  | ひな祭りスペシャル                                                 | 18:00 - 19:00 | 初代・フグ田タラオ役である貴家堂子の遺作となった。 |
| 34   | 2024年 | 3月31日  | 55周年前祝いスペシャル                                             | 18:00 - 19:00 | |
| 35   | 2024年 | 12月1日  | 放送55周年記念スペシャル                                           | 18:00 - 19:00 | |

### 家族旅行
通常放送を含め、家族旅行として実在の都道府県やイベントに訪れることがある。
| 回数 | 年     | 行き先                                                                           | タイトル                                                                                             | 備考 |
| ---- | ------ | -------------------------------------------------------------------------------- | --- | --- |
| 1    | 1970年 | 日本万国博覧会（大阪万博、大阪府）                                               | 「サザエ万博へ行く」                                                                                 | 6月14日放送。 2009年11月15日再放送。 |
| 2    | 1972年 | 北海道札幌市・青森県                                                             | 「それ行けさっぽろ」                                                                                 | 1月30日放送。初めて飛行機に乗る（1999年放送「サザエさん一家の珍諸国漫遊記」より）1972年は札幌オリンピックの行われた年。1991年1月2日放送「新春!サザエさん一家の初夢旅行!!」内の過去のダイジェストで「昭和47年、北海道・東北の旅」として紹介。 |
| 3    | 1975年 | 沖縄県                                                                           | 「めんそ〜れ沖縄」                                                                                   | 12月14日放送。 |
| 4    | 1979年 | 九州                                                                             | 「サザエさんの夏休み九州旅行」前編・後編                                                             | 作品No.1525・1526。8月5日放送。 |
| 5    | 1981年 | 京都府など                                                                       | 「サザエさんのお正月休み関西旅行」前編・後編                                                         | 作品No.1747・1748。1月4日放送。この時、番組史上初めて実在の鉄道車両である京阪初代3000系が登場。 |
| 6    | 1981年 | 長野県                                                                           | 「サザエさんの夏休み信州旅行」前編・後編                                                             | 作品No.1842・1845。8月9日・16日放送。 |
| 7    | 1982年 | 静岡県・神奈川県・東京都                                                         | 「サザエさんの春休み伊豆、箱根、大島」                                                               | 作品No.1936・1939・1942。3月21日・28日・4月4日放送。 |
| 8    | 1982年 | 徳島県など                                                                       | 「サザエさんの夏休み瀬戸内旅行」                                                                     | |
| 9    | 1983年 | 長野県・岐阜県・愛知県                                                           | 「サザエさんの夏休み木曽、高山の旅」 「サザエさんの夏休み郡上八幡、犬山の旅」                        | 作品No.2148・2149。1991年1月2日放送「新春!サザエさん一家の初夢旅行!!」内の過去のダイジェストで「昭和58年、木曽路の旅」として紹介。 |
| 10   | 1984年 | 岡山県                                                                           | 「春休み 岡山・吉備路・高梁の旅」                                                                    | 作品No.2248。 |
| 11   | 1984年 | 神奈川県                                                                         | 「サザエさんの夏休み箱根からの報告」                                                                 | 作品No.2299。 |
| 12   | 1984年 | 福島県                                                                           | 「サザエさんの夏休み会津磐梯高原穴原温泉旅行」                                                       | 作品No.2300。 |
| 13   | 1984年 | 福島県いわき市                                                                   | 「サザエさんの夏休み福島いわき旅行」                                                                 | 作品No.2303。 |
| 14   | 1984年 | 徳島県・沖縄県                                                                   | | 1991年1月2日放送「新春!サザエさん一家の初夢旅行!!」内の過去のダイジェストで「昭和59年、南国の旅」として紹介。 |
| 15   | 1985年 | 静岡県                                                                           | 「早春伊豆長岡の別れ」その一・その二                                                                 | 作品No.2399・2400。3月31日放送。磯野家の隣だった浜さん一家が伊豆に引っ越すため一緒に伊豆を旅行する。ノリスケ一家も同行。 |
| 16   | 1985年 | 茨城県                                                                           | 「カツオの科学万博報告」。                                                                           | カツオがつくば万博へ行く。6月30日放送。 |
| 17   | 1986年 | 青森県・秋田県・山形県                                                           | 「サザエさんの夏休み青森の旅」 「サザエさんの夏休み秋田、山形の旅」                                  | 作品No.2611・2613。 |
| 18   | 1987年 | 兵庫県                                                                           | 「サザエさんの夏休み姫路の旅」                                                                       | 作品No.2759 |
| 19   | 1989年 | 栃木県・群馬県など                                                               | 「サザエさんの夏休み尾瀬日光の旅」                                                                   | 作品No.3054。1993年7月27日再放送。 |
| 20   | 1990年 | 京都府・奈良県・大阪府                                                           | 「ちょっと気軽に京都・奈良」                                                                         | 作品No.3167。1泊2日。帰る前に大阪のマスオの実家に寄る。この時も「サザエさんのお正月休み関西旅行」前編・後編と同様に実在の鉄道車両である京阪初代3000系「テレビカー」が2度目の登場（磯野家は京阪初代3000系に京橋駅→天満橋駅間の1駅間のみ乗車し、大阪城に立ち寄っている）。                                                                                             |
| 21   | 1990年 | 大阪府                                                                           | 「行ってきました花の万博」。                                                                         | 作品No.3170。サザエさん一家が国際花と緑の博覧会に旅行。4月29日放送。1991年1月2日放送「新春!サザエさん一家の初夢旅行!!」内の過去のダイジェストで「平成2年、大阪の旅」として紹介。 |
| 22   | 1991年 | 岩手県                                                                           | 「春休みみちのく岩手の旅」                                                                           | 作品No.3317。 |
| 23   | 1991年 | 広島県                                                                           | 「花と海を訪ねて広島紀行」                                                                           | 作品No.3326。 |
| 24   | 1991年 | 岡山県                                                                           | 「サザエさん桃太郎と岡山の旅」                                                                       | 作品No.3329。 |
| 25   | 1991年 | 徳島県・香川県・愛媛県・高知県                                                   | 「サザエさんの春休み四国よいとこ一度は行こう」 「サザエさんの春休み 黒潮・皿鉢・四万十の旅」         | 作品No.3470・3573。 |
| 26   | 1992年 | 長崎県                                                                           | | 作品No.なし。新春スペシャル冒頭で放送。山里に温泉旅行。 |
| 27   | 1992年 | 兵庫県                                                                           | 「サザエさんの春休み港神戸と姫路の旅」                                                               | 作品No.3727。 |
| 28   | 1994年 | 京都府                                                                           | 「サザエさんの夏休み天橋立・京都の旅」前編・後編                                                     | 作品No.3945・3948。 |
| 29   | 1995年 | 栃木県                                                                           | 「磯野家ぶらり栃木の旅」                                                                             | 作品No.4056。1994年に営業開始した真岡鐵道「SLもおか」に乗車。 |
| 30   |        | 山形県米沢市                                                                     | 「すてき発見隊雪国へ」                                                                               | 作品No.4180。1992年に営業運転開始した山形新幹線に乗車して米沢入り。 |
| 31   | 1996年 | 熊本県・長崎県・福岡県・佐賀県                                                   | 「春休み九州旅行 熊本・長崎の巻」 「春休み九州旅行 福岡・佐賀の巻」                                  | 作品No.4202。1989年建設の福岡タワーから1993年開場の福岡ドームなどを眺める。 |
| 32   | 1996年 | 石川県・福井県                                                                   | 「サザエさん北陸旅行（その1）水あめからUFOまで」 「サザエさん北陸旅行（その2）イトヨからザゼンまで」 | 作品No.4285。10月27日・11月3日放送。 |
| 33   | 1998年 | ハワイ                                                                           | 「ドーンと一家でハワイ旅行」                                                                         | 30周年スペシャル。11月1日放送。初の海外旅行（1999年放送「サザエさん一家の珍諸国漫遊記」より）。1994年に登場した「リゾッチャ」に搭乗。この時はサザエさんの原作漫画がアメリカで翻訳出版されたのと同時期である。 |
| 34   | 2003年 | 山梨県                                                                           | 「富士山大好き」その1・その2                                                                         | 作品No.5238・5239。2月16日放送。 |
| 35   | 2003年 | 北海道函館市・福島県                                                             | 「磯野家北へ飛ぶ」                                                                                   | 35周年スペシャル。11月9日放送。波平とフネの珊瑚婚式の記念旅行。1999年に営業を開始した「カシオペア」に乗車して函館入り。後で他の家族が波平・フネに合流する。 |
| 36   | 2004年 | 不詳                                                                             | 「湯けむりぬくもり春の旅」                                                                           | 作品No.5269・5270。1月4日放送。 |
| 37   | 2006年 | 宮城県登米市                                                                     | 「春色ロマンの城下町」                                                                               | サザエさん生誕60周年スペシャル。作品No.5696・5697。4月2日放送。 |
| 38   | 2008年 | 静岡県沼津市                                                                     | 「母さんのふるさと」                                                                                 | 40周年スペシャル。作品No.6101。11月16日放送。フネの実家の石田家と母校（小学校）を訪れる。元々波平とマスオは来ていなかったが、用事があって静岡県まで来て合流したことにより磯野家・フグ田家一家が揃った。 |
| 39   | 2009年 | 不詳                                                                             | 「おんせん宿は花ざかり」                                                                             | FNS26時間テレビのコーナーとして7月26日に放送。作品No.6204。島田紳助が民宿の主人で登場。 |
| 40   | 2010年 | 富山県高岡市（高岡大仏） 南砺市（バットミュージアム、合掌造り） 富山市(旧八尾町) | 「虹色かがやく夏休み」                                                                               | 作品No.6371。8月29日放送。2006年開業の富山ライトレールに乗車。波野一家も一緒に富山県に行く。 |
| 41   | 2011年 | 福岡県太宰府天満宮・柳川市 長崎県島原市（島原城） 熊本県熊本市（熊本城）・阿蘇   | 「初旅・初夢・初笑い」                                                                               | 誕生65周年記念（アニメの後にはドラマ版も放映）。作品No.6420。1月2日放送。「放送開始42年にして初!家族揃って里帰り!福岡でお正月」（放送日前後の番組表より）。磯野家はフェリーで九州入り（北九州市門司区の新門司港）した。 波野一家は先にノリスケの実家に帰省しており、島原城で合流。南阿蘇鉄道高森線にある日本一長い名前の駅「南阿蘇水の生まれる里白水高原駅」が登場。 |
| 42   | 2012年 | 不明                                                                             | 「磯野家・海へ行く」前編・後編                                                                       | FNS27時間テレビのコーナーとして7月22日に放送。作品No.6653・6654。タモリをはじめとした一部の「いいとも」レギュラーがゲスト出演。 |
| 43   | 2013年 | 福島県福島市（花見山公園） 会津若松市（さざえ堂）・檜枝岐村                      | 「花と星の福島旅行」前編・後編                                                                       | 放送2200回&45周年前祝いSP。作品No.6902・6903。4月7日放送。 |
| 44   | 2013年 | 静岡県静岡市清水区（三保松原）                                                   | 「羽衣伝説 カツオ天女に会う」                                                                        | サザエさん放送45周年 アニメ&ドラマで2時間半SP 作品No.6975。12月1日放送。 |
| 45   | 2014年 | 種子島（鹿児島県）                                                               | 「列車は思い出を乗せて」「宇宙に一番近い島」                                                         | サザエさん 歌って踊ってロケットまで!放送開始から今日でぴったり45年スペシャル。作品No.7160・7181。10月5日放送。途中で「SL人吉」（ここで海平と合流）「いさぶろう」「はやとの風」に乗車。 |
| 46   | 2017年 | 熊本県・大分県                                                                   | 「夢いっぱいの春休み〜熊本・大分旅行〜」                                                             | サザエさん 放送2400回記念スペシャル。作品No.7606。3月26日放送。 |
| 47   | 2019年 | 埼玉県秩父市                                                                     | 「磯野家の開運旅行〜秩父を行く〜」                                                                   | サザエさん放送50周年記念スペシャル 作品No.7897。1月6日放送。秩父のパワースポットを訪れた。 |
| 48   | 2019年 | ロサンゼルス オレンジ郡\|アナハイム                                              | 「カツオ、夢のメジャーリーグ」                                                                       | サザエさん放送50周年記念スペシャル 作品No.8018。11月24日放送。作中の時期は2020年1月から4月に設定されている。 |
| 49   | 2022年 | 岩手県遠野市                                                                     | 「磯野家の遠野物語〜妖怪とグルメの東北旅〜」                                                         | サザエさん春の東北・岩手ワクワク旅スペシャル 作品No.8382。3月20日放送。 |
| 50   | 2024年 | 福岡県太宰府市（太宰府跡） 奈良県奈良市（平城宮跡） 宮城県多賀城市（多賀城跡）   | 「美味しい歴史の旅」                                                                                 | サザエさん放送55周年前祝いスペシャル 作品No.8723。3月31日放送。 |

### FNS27時間テレビ
1987年（昭和62年）から同局で毎年1回放送されている長時間特別番組『FNS27時間テレビ』内のコーナーの1つとして、通常放送とほぼ同じ時間帯に放送されていた。先述の通り1998年以降は一部の年を除き、その年の総合司会者などがスペシャルゲストとして本編に登場することがある。OPも特別版となりその年の『FNS27時間テレビ』によって異なっていた。2019年のみ通常のOPとなった。
2016年以前と2019年以降は同番組がこのコーナーを除いて全て生放送だったため、番組中唯一字幕に対応していた（2019年は生放送部分もリアルタイム字幕放送で対応している）。
日本テレビ系番組との兼ね合いで『FNS27時間テレビ』のネットと制作参加から離脱しているテレビ大分では、事前に番組素材の提供を受けた上で、通常の時間帯とスポンサーで自社送出で同一の内容のものを放送したが（提供読みは通常通りだが、スポンサーテロップはテレビ大分の自局送出）、オープニングとエンディングは27時間テレビでの特別版ではなく通常の映像に差し替えられた。
| 放送回 | 放送年             | タイトル                                | スペシャルゲスト                                               |
| ------ | ------------------ | --------------------------------------- | -------------------------------------------------------------- |
| 第12回 | 1998年（平成10年） | 作品No.4550「歓迎!とび入り家族」        | 中居正広                                                       |
| 第13回 | 1999年（平成11年） | 作品No.4700「SOS!ウェディングベル」     | 中居正広                                                       |
| 第14回 | 2000年（平成12年） | 作品No.4845「星空の下のナカイくん」     | 中居正広                                                       |
| 第18回 | 2004年（平成16年） | 作品No.5456「わが家のアイドル」         | 中居正広・ナインティナイン                                     |
| 第22回 | 2008年（平成20年） | 作品No.6054「笑いの主」                 | 明石家さんま                                                   |
| 第23回 | 2009年（平成21年） | 作品No.6304「おんせん宿は花ざかり」     | 島田紳助                                                       |
| 第24回 | 2010年（平成22年） | 作品No.6359「七人のちゃぶ台」           | つるの剛士・上地雄輔                                           |
| 第25回 | 2011年（平成23年） | 作品No.6503・6504「カツオ明日のスター」 | 中居正広・ナインティナイン・三中元克                           |
| 第26回 | 2012年（平成24年） | 作品No.6653・6654「磯野家・海へ行く」   | タモリ・ベッキー・ローラ・指原莉乃・柳原可奈子・渡辺直美       |
| 第27回 | 2013年（平成25年） | 作品No.6990「姉さん、ヤワラの道」       | 森三中・小出恵介                                               |
| 第28回 | 2014年（平成26年） | 作品No.7148「笑顔のレシピ」             | SMAP                                                           |
| 第29回 | 2015年（平成27年） | 作品No.7323「本気で挑戦!」              | ナインティナイン・中居正広・江頭2:50                           |
| 第30回 | 2016年（平成28年） | 作品No.7514「磯野家スカッと大作戦」     | 内村光良・木下ほうか・菜々緒・山村紅葉・夏川加奈子・宍戸美和公 |
| 第32回 | 2018年（平成30年） | 作品No.7851「わが家の味噌汁紀行」       | 村上信五                                                       |
| 第33回 | 2019年（令和元年） | 作品No.8047「迷子のマラソンランナー」   | 村上信五                                                       |
| 第34回 | 2023年（令和5年）  | 作品No.8615「いざ、真剣勝負!」          | 千鳥・かまいたち・ダイアン・ほいけんた                         |
| 第35回 | 2024年（令和6年）  | 作品No.8781「探せ!かくれんぼ」          | 霜降り明星・チョコレートプラネット・ハナコ                     |

## 記念プロジェクト
放送開始から節目となる年を中心に、独自のプロジェクトを行っている。かつてはスペシャル版の放送など作品内にとどめたものが多かったが、2000年代以降は様々なメディアミックスを展開している。
本項目では、特別編やスペシャル版の放送以外での展開を中心に記述する。

### 40周年記念プロジェクト
2008年10月から2009年まで約1年間にわたり、テレビアニメ放送開始40周年を記念した特別企画が実施された。
- 2008年11月15日、観月ありさ主演によるドラマ版を『フジテレビ開局50周年×サザエさん放送40周年記念 ドラマとアニメの2時間半スペシャル』内で放送。登場人物や効果音をはじめ、基本設定はそれまでのドラマ以上にアニメ版準拠で製作している。なお、ドラマ版はその後も2013年までに計4回製作・放送された。

### 45周年記念プロジェクト
2013年10月から2014年まで約1年間にわたり、テレビアニメ放送開始45周年を記念した特別企画が実施された。
- 『ありがとう45周年!みんなのサザエさん展』として展示イベントの全国ツアーを実施[223]。
- 2013年11月26日、それまでに放送した約7000話の中から秘蔵映像やトリビアを見せる単発バラエティ番組『アニメ・サザエさんの秘密徹底解明スペシャル』が「カスペ!」枠で放送。
- 2013年11月29日、『サザエさんうちあけ話』を原作とした単発テレビドラマ『長谷川町子物語〜サザエさんが生まれた日〜』を「金曜プレステージ」枠で放送。主演は尾野真千子。
- 2013年12月1日[注釈 77]、『サザエさんアニメ&ドラマで2時間半SP 開局55周年・サザエさん放送45年』を放送し、2010年以来となる観月ありさ主演によるドラマ版も放送。
- 2014年4月19日、世田谷区桜新町の「桜新町商店街」（サザエさん通り）にて、公式カフェ「リアン・ドゥ・サザエさん」が開店。

### 50周年記念プロジェクト
2018年10月から2019年まで約1年間にわたり、テレビアニメ放送開始50周年を記念した特別企画が実施された。
- 視聴者の家族に関する体験談に基づいたエピソードを募集し制作。それに伴うアニメ出演権をかけたオーディションをFNS28局で実施し、2019年11月から2020年7月までに28家族が順次出演した[224]。
- 45周年記念時の『ありがとう!みんなのサザエさん展』のスケールアップ版として、展示イベントの全国ツアーを実施。『サザエさん展 THE REAL』として東京・お台場会場を皮切りに全国10都市で巡回後東京・池袋会場で最終となることが決定した。
- 2019年9月から10月にかけて、藤原紀香主演で舞台化。明治座・博多座にて上演された。設定は、テレビアニメ版の10年後として位置づけられている。
- 扶桑社から『サザエさんヒストリーブック1969-2019』を刊行。
- 『めざましテレビ』・『めざましどようび』のデータ放送連動コーナーめざましじゃんけんとのコラボを実施。
- 2019年10月5日、特別番組『サザエさんと町子さん』を15:30 - 16:30に放送（関東ローカル。『土曜スペシャル』枠の第1部）。番組制作の舞台裏や原作の魅力などが特集され、ほぼ全てのスポンサーのCMがこの日のための特別仕様となった[225]。
- 2019年11月22日、ニュースバラエティ番組『池上彰スペシャル』とのコラボ企画として、特番『池上彰×サザエさんスペシャル お茶の間ニッポン史50の解説でございま〜す!』を19:00 - 22:52に放送[注釈 78][226][注釈 79]。[226][注釈 79]。
- 2019年11月23日、バラエティ番組『run for money 逃走中』とのコラボ企画『逃走中15周年記念!50周年のサザエさんとコラボスペシャル』を放送[227][注釈 79][注釈 80]。。
- 2019年11月24日、天海祐希主演で単発テレビドラマ『磯野家の人々～20年後のサザエさん』を放送。設定はテレビアニメ版の20年後として位置づけられている[注釈 79]。

### 55周年記念プロジェクト
2023年10月からテレビアニメ放送開始55周年を記念した特別企画が実施された。
- 2024年4月29日から5月3日まで、『ゴールデンサザエさんウィーク傑作選』と題して5日連続で18:50から10分枠で全国ネットで放送。本作が5日連続で放送されるのは史上初となった[228]。放送する話（1話のみ）は過去の同じ日付に放送されたもので、オープニング映像も当時のものが使用[注釈 81]。エンディング映像やクレジットは省略される一方で、次回予告は新規製作されたものが使用された。
- 2024年11月25日から11月29日まで、『秋の傑作選』と題して5日連続で18:50から10分枠で全国ネットで放送。『ゴールデンサザエさんウィーク傑作選』に続く「傑作選」企画の第2弾で、放送形態は『ゴールデンウィーク』と同一であった[注釈 82]。
- 2024年7月13日、他のアニメ作品と共に名場面などを振り返る特別番組『国民的アニメの祭典！サザエ まる子 ワンピ 鬼滅 ちいかわ 55年分の名シーン4時間SP』が放送。
- 2024年11月26日、上記の番組の第2弾で『サザエさん』だけを特集する特別番組『国民的アニメの祭典！サザエさん55周年スペシャル』を19:00 - 21:00に放送[注釈 83]。同番組内の19時〜19時半に『まんが名作劇場 サザエさん』を27年ぶりに放映した。
- 同年12月1日に放送55周年を記念した1時間スペシャルを放送。タマを含んだ磯野家全員が主役の計7本のエピソードを放送し、「カツオ、ライバル現る！」では39年ぶりに新キャラクター、星宮が登場した[229]。『ワカメちゃんとおとぎの国』は4コマではなく絵本を原作とした作品となり、その続編ともいえるエピソード『タマのパトロール』は原作を使用しないアニメオリジナルエピソードとなった[要出典]。

### その他
2022年4月以降、日本財団との共同で「サザエさん×海と日本プロジェクト」を開始。オープニングで全国各地の「海」にまつわるスポットやシーンが紹介されるほか、同年9月11日には特別番組『サザエさん知ってますぅ? ニッポン全国海なぞ大調査!』（テレビ西日本制作）を放送。同プロジェクトで実施されている全国のイベントにサザエさんが参加した。その後、2023年7月には同プロジェクトの功績により社会貢献者表彰（主催：公益財団法人）を受賞している。

## まんが名作劇場 サザエさん
1975年（昭和50年）4月1日から1997年（平成9年）11月11日まで、毎週火曜19時から19時30分に『まんが名作劇場 サザエさん』も放送されていた。オープニングとエンディングを新規作成した再放送であり、季節に合わせ5～6年前に本放送された話の再放送となっていた。
製作はフジテレビとエイケン。フジテレビに関しては、編成部の管轄である本放送と異なり映画制作部が担当していた。
再放送の番組としては、異例の23年間という長期間にわたり放送された。これ以降、番組の定期的な再放送は行われていない。
『火曜ワイドスペシャル』が2時間に拡大された場合及び『FNS歌謡祭』（賞レース時代）などの特番を19時から放送時や野球などスポーツ中継の場合は休止したが、1991年から1993年まではナイター中継が19時30分開始であったためにプロ野球シーズンでも通常通り放送された。
原作者である長谷川町子の訃報が発表されてから初となる1992年6月30日の放送では、番組の最後に「原作者の長谷川町子さんは心不全のために逝去されました。つつしんでご冥福をお祈り申し上げます。なお、番組は故人の遺志により今後も引き続き放送させていただきます。」というテロップを表示した。
本放送と異なり次回予告はカットされていた。

### 放送の経緯
アニメ制作のエイケンは本放送の人気と長期化に伴い、原作使用料の高騰や仕事が『サザエさん』のみになりつつあったことなどから、将来的に経営困難で製作不可となる可能性が浮上するようになる。これにより、番組を続けたいフジテレビは救済策の一環として、また他に様々な要因もあり放送を企画したという。そのため、クレジットされていた宣弘社（当時）と本放送を提供していた東芝は当番組にあまり関与しておらず、スポンサーは全国ネットのネットワークセールス時代から各局で異なっていた。
長谷川町子は当初「日曜の放送があれば結構」とこの企画に難色を示すが、当時フジテレビ編成局長だった日枝久による説得の末、長谷川および原作の著作権管理を行う姉妹社は「主題歌の変更」を条件に放送を承諾。また、フジテレビは本放送と同額の原作使用料を支払うこととなった。
放送は関東ローカルの予定だったが、フジテレビ側の営業がネットワークセールス枠にしたため多くの地方でも放送されることとなった。そのため、地方局からは「なぜ再放送なんか回してくるんだ」と不評な中での放送開始となるが、再放送にも関わらず平均視聴率が15%になるなど成功したことで、放送は続くこととなった。
その後、エイケンが支払っていた本放送の原作使用料をフジテレビが支払うようになり、原作使用料を二倍払うことになったことなど複数の事情から放送終了になったという。

### 主題歌
オープニングテーマ
1. 「サザエさんのうた」作詞：保富康午、作曲、編曲：渡辺宙明、歌：堀江美都子、サニー・シンガーズ、コロムビアゆりかご会
2. 「ウンミィのうた」作詞：伊藤アキラ、作曲：宇野誠一郎、歌：古賀ひとみ・ヤング・フレッシュ
3. 「愛しすぎてるサザエさん」作詞：杉紀彦、作曲：小林亜星、編曲：あかのたちお、歌：水森亜土、こおろぎ'73
4. 「ハッピーディ・サザエさん」作詞：雨宮雄児、作曲、編曲：松山祐士、歌：松尾香
5. 「サザエさんのうた」作詞：保富康午、作曲、編曲：渡辺宙明、歌：堀江美都子、サニー・シンガーズ、コロムビアゆりかご会

エンディングテーマ
1. 「あかるいサザエさん」作詞：（株）エイケン[注釈 89]、作曲、編曲：渡辺宙明、歌：堀江美都子
2. 「天気予報」作詞：伊藤アキラ、作曲、編曲：宇野誠一郎、歌：猪股裕子、ヤング・フレッシュ
3. 「サザエさん出発進行」作詞：杉紀彦、作曲：小林亜星、歌：水森亜土、こおろぎ'73
4. 「ひまわりみたいなサザエさん」作詞：雨宮雄児、作曲、編曲：松山祐士、歌：松尾香
5. 「あかるいサザエさん」作詞：（株）エイケン、作曲、編曲：渡辺宙明、歌：堀江美都子

シングル盤
1. サザエさんのうた/あかるいサザエさん（1975年4月10日発売、日本コロムビア）
規格品番はSCS-253。
2. ウンミィのうた/天気予報（1977年6月発売、日本コロムビア）
規格品番はSCS-354。
3. 愛しすぎてるサザエさん/サザエさん出発進行（1979年5月10日発売、日本コロムビア）
規格品番はSCS-478。
4. ハッピーディ・サザエさん/ひまわりみたいなサザエさん（1980年11月発売、東芝EMI/東芝レーベル）
規格品番はTC-16005。

コンパクト盤
- テレビまんがアクションシリーズ サザエさん（1977年7月発売、日本コロムビア）

「ウンミィのうた」「天気予報」「サザエさんのうた」「あかるいサザエさん」の4曲を収録。規格品番はCH-52。

#### 備考
「愛しすぎてるサザエさん」と「サザエさん出発進行」の2曲は、当時発売されたシングル盤がすぐに廃盤・回収となっており、当初予定されていた『サザエさん音楽大全』はこの余波で発売中止となり、それらを削除する形で改めて発売されることになった。理由については諸説あり、エイケン側のプロデューサーである鷺巣政安は「原作者の長谷川町子が『こんなのは「サザエさん」じゃない』と激怒した」と証言しているほか、フジテレビ側のプロデューサーを務めた大橋義輝は「町子の姉である長谷川毬子が『水森の声が“サザエ”のイメージに合わない』と怒りのクレームをいれ、最終的に制作会社の社長が長谷川家を出禁になる形で落ち着いた」と証言している。

## 放送局
- 解説放送はテレビ山梨を除く全局で実施。字幕放送は同時ネット局・青森テレビ・テレビ山口で実施。連動データ放送は同時ネット局のみ実施。
- 太字は『まんが名作劇場 サザエさん』を放送した局。

| 放送対象地域   | 放送局                    | 系列                                         | 開始時期                                                                | 放送時間           | ネット状況 | 備考         |
| -------------- | ------------------------- | -------------------------------------------- | ----------------------------------------------------------------------- | ------------------ | ---------- | ------------ |
| 関東広域圏     | フジテレビ（CX）          | フジテレビ系列                               | 放送開始 -                                                              | 日曜 18:30 - 19:00 | 【制作局】 | 【制作局】   |
| 北海道         | 北海道文化放送（uhb）     | フジテレビ系列                               | 1972年4月開局から                                                       | 日曜 18:30 - 19:00 | 同時ネット |              |
| 岩手県         | 岩手めんこいテレビ（mit） | フジテレビ系列                               | 1991年4月開局から                                                       | 日曜 18:30 - 19:00 | 同時ネット |              |
| 宮城県         | 仙台放送（OX）            | フジテレビ系列                               | 放送開始 -                                                              | 日曜 18:30 - 19:00 | 同時ネット |              |
| 秋田県         | 秋田テレビ（AKT）         | フジテレビ系列                               | 放送開始 -                                                              | 日曜 18:30 - 19:00 | 同時ネット |              |
| 山形県         | さくらんぼテレビ（SAY）   | フジテレビ系列                               | 開局前の1997年3月30日から                                               | 日曜 18:30 - 19:00 | 同時ネット |              |
| 福島県         | 福島テレビ（FTV）         | フジテレビ系列                               | 1971年10月 - 12月 1983年10月 - 1976年4月 - 1997年（『まんが名作劇場』） | 日曜 18:30 - 19:00 | 同時ネット |              |
| 新潟県         | NST新潟総合テレビ（NST）  | フジテレビ系列                               | 1975年10月5日 -                                                         | 日曜 18:30 - 19:00 | 同時ネット |              |
| 長野県         | 長野放送（NBS）           | フジテレビ系列                               | 放送開始 -                                                              | 日曜 18:30 - 19:00 | 同時ネット |              |
| 静岡県         | テレビ静岡（SUT）         | フジテレビ系列                               | 放送開始 -                                                              | 日曜 18:30 - 19:00 | 同時ネット |              |
| 富山県         | 富山テレビ（BBT）         | フジテレビ系列                               | 放送開始 -                                                              | 日曜 18:30 - 19:00 | 同時ネット | [ 注釈 96 ]  |
| 石川県         | 石川テレビ（ITC）         | フジテレビ系列                               | 放送開始 -                                                              | 日曜 18:30 - 19:00 | 同時ネット | [ 注釈 97 ]  |
| 福井県         | 福井テレビ（FTB）         | フジテレビ系列                               | 放送開始 -                                                              | 日曜 18:30 - 19:00 | 同時ネット |              |
| 中京広域圏     | 東海テレビ（THK）         | フジテレビ系列                               | 放送開始 -                                                              | 日曜 18:30 - 19:00 | 同時ネット |              |
| 近畿広域圏     | 関西テレビ（KTV）         | フジテレビ系列                               | 放送開始 -                                                              | 日曜 18:30 - 19:00 | 同時ネット | [ 注釈 98 ]  |
| 島根県・鳥取県 | さんいん中央テレビ（TSK） | フジテレビ系列                               | 1970年4月開局から                                                       | 日曜 18:30 - 19:00 | 同時ネット |              |
| 岡山県・香川県 | 岡山放送（OHK）           | フジテレビ系列                               | 放送開始 - 1970年9月25日 1976年4月 -                                    | 日曜 18:30 - 19:00 | 同時ネット |              |
| 広島県         | テレビ新広島（tss）       | フジテレビ系列                               | 1975年10月開局から                                                      | 日曜 18:30 - 19:00 | 同時ネット |              |
| 愛媛県         | テレビ愛媛（EBC）         | フジテレビ系列                               | 1969年12月開局から                                                      | 日曜 18:30 - 19:00 | 同時ネット |              |
| 高知県         | 高知さんさんテレビ（KSS） | フジテレビ系列                               | 1997年4月開局から                                                       | 日曜 18:30 - 19:00 | 同時ネット | [ 注釈 102 ] |
| 福岡県         | テレビ西日本（TNC）       | フジテレビ系列                               | 放送開始 -                                                              | 日曜 18:30 - 19:00 | 同時ネット |              |
| 佐賀県         | サガテレビ（STS）         | フジテレビ系列                               | 放送開始 -                                                              | 日曜 18:30 - 19:00 | 同時ネット |              |
| 長崎県         | テレビ長崎（KTN）         | フジテレビ系列                               | 放送開始 -                                                              | 日曜 18:30 - 19:00 | 同時ネット |              |
| 熊本県         | テレビくまもと（TKU）     | フジテレビ系列                               | 放送開始 -                                                              | 日曜 18:30 - 19:00 | 同時ネット |              |
| 鹿児島県       | 鹿児島テレビ（KTS）       | フジテレビ系列                               | 1994年4月 -                                                             | 日曜 18:30 - 19:00 | 同時ネット |              |
| 沖縄県         | 沖縄テレビ（OTV）         | フジテレビ系列                               | 放送開始 -                                                              | 日曜 18:30 - 19:00 | 同時ネット |              |
| 大分県         | テレビ大分（TOS）         | 日本テレビ系列 フジテレビ系列                | 1975年4月1日 -                                                          | 日曜 18:30 - 19:00 | 同時ネット |              |
| 宮崎県         | テレビ宮崎（UMK）         | フジテレビ系列 日本テレビ系列 テレビ朝日系列 | 不明 -                                                                  | 日曜 18:30 - 19:00 | 同時ネット |              |
| 青森県         | 青森テレビ（ATV）         | TBS系列                                      | 1974年10月5日 -                                                         | 土曜 17:00 - 17:30 | 遅れネット | [ 注釈 106 ] |
| 山梨県         | テレビ山梨（UTY）         | TBS系列                                      | 1979年10月 - 2009年3月 2009年7月 -                                      | 日曜 5:30 - 6:00   | 遅れネット | [ 注釈 107 ] |
| 山口県         | テレビ山口（tys）         | TBS系列                                      | 1979年10月 -                                                            | 土曜 11:59 - 12:30 | 遅れネット | [ 注釈 109 ] |

### 過去のネット局
| 放送対象地域 | 放送局                | 現在の放送系列 | 放送期間                                         | 備考（移行した理由など）                                    |
| ------------ | --------------------- | -------------- | ------------------------------------------------ | ----------------------------------------------------------- |
| 北海道       | 札幌テレビ（STV）     | 日本テレビ系列 | 1969年10月7日 - 1971年12月28日                   | 北海道文化放送開局により                                    |
| 岩手県       | IBC岩手放送（IBC）    | TBS系列        | - 1971年9月 不明 - 1991年3月                     | 岩手めんこいテレビ開局により                                |
| 山形県       | 山形テレビ（YTS）     | テレビ朝日系列 | 1970年4月 - 1993年3月28日                        | テレビ朝日系列へネットチェンジにより                        |
| 山形県       | テレビユー山形（TUY） | TBS系列        | 1993年4月3日 - 1997年3月29日                     | さくらんぼテレビ開局により                                  |
| 新潟県       | 新潟放送（BSN）       | TBS系列        | 1969年10月13日 - 1975年9月29日                   | 月曜 18:00 - 18:30で放送 新潟総合テレビに移行               |
| 山梨県       | 山梨放送（YBS）       | 日本テレビ系列 | 1975年4月4日 - 1976年3月                         | 金曜 16:30 - 17:00で放送 1979年10月以降はテレビ山梨でネット |
| 島根県       | 山陰放送（BSS）       | TBS系列        | 放送開始 - 1970年3月                             | 島根放送（山陰中央テレビ）開局により                        |
| 広島県       | 広島テレビ（HTV）     | 日本テレビ系列 | 放送開始 - 1971年12月28日 1972年10月 - 1975年9月 | テレビ新広島開局により                                      |
| 山口県       | 山口放送（KRY）       | 日本テレビ系列 | - 1979年9月                                      | テレビ山口に移行                                            |
| 徳島県       | 四国放送（JRT）       | 日本テレビ系列 | 1970年代前半 - 2025年3月31日                     | 同局の編成上の都合により打ち切り                            |
| 香川県       | 西日本放送（RNC）     | 日本テレビ系列 | 放送開始 - 1979年3月                             | 岡山県との電波相互乗入れの為、打ち切り                      |
| 高知県       | 高知放送（RKC）       | 日本テレビ系列 | - 1997年3月31日                                  | 高知さんさんテレビ開局により                                |
| 鹿児島県     | 南日本放送（MBC）     | TBS系列        | - 1994年3月27日                                  | 鹿児島テレビのFNS一本化に伴い同局へ移行                     |

### 備考
- フジテレビ系列以外での放送の場合、アニメスペシャルに組み込まれたり、FNSの日内で本作がスペシャルで放送される場合、放送休止となる。また、年末の放送では放送内容の調整で、曜日配列によってはフジテレビ系列・同時ネット局より先行放送される場合がある（その場合、次週予告が差し替えまたは予告なしとなる）。過去においては遅れネット局では年末作品が放送されず、1月の1週2週に前年の1月用作品が再放送されていた。[要出典]
- 2001年以前および2007年以降FNSの日を放送しないテレビ大分では同時ネット局より放送時間が先行および遅れる場合がある[注釈 122]（ただしオープニングと最初のCM枠の時間の長さの違いにより、本編自体は同時刻でのネット）となる。ただしテレビ大分での自社送り出しとなるため字幕放送は実施しない。
- クロスネット局のテレビ大分・テレビ宮崎では、以前は日本テレビ制作のスポーツ中継（プロ野球日本シリーズやラグビーワールドカップなど）が放送される場合は休止となり、休止となった放送分については後日振替放送されていたが、2010年代後半以降はプロ野球日本シリーズは19:00からの飛び乗り放送、ラグビーワールドカップは非ネットとした上で通常通り放送している。逆に日本シリーズの中継がフジテレビ制作となり番組自体が休止した場合、それらの局では別番組に差し替えられるか、過去に放送されたものを再放送する[262][263][注釈 123]（フジテレビ主導の野球中継の放送体制については「野球道 (フジテレビ系列)」も参照）。
- BSフジでは2000年12月3日に開局記念特番として『磯野家ゆめの一週間』というスペシャルが放送されたことがあり、地上波でも2002年1月13日に放送された[1]。

## 配信
2018年以降、放送50周年記念として初期作品（1969年〜1978年放送分）と傑作選（2000年代後半の作品の一部）がフジテレビの有料配信サービス「FOD」にて配信されている。2025年5月以降はU-NEXTでも配信開始となった。
初期作品に関して、デジタルリマスターは東京現像所が担当。当時の時代的背景と作品のオリジナリティを考慮し、現代では不適切とされる表現（放送禁止用語）には修正を加えず、作品完成時の原版通り配信されている。現存するフィルムの状態を鑑み、一部の作品は欠番となっているほか「6周年傑作集」（先述）の再放送時の映像と差し替えられているものもある。次回予告は配信されていない。
2022年までは、Amazonプライム・ビデオでも配信されていた。
2025年5月、傑作選に1990年代以降に放送された作品（計470話）が追加されることが発表された。

## 劇場版
上記の通り、1975年（昭和50年）3月15日に『東宝チャンピオンまつり』内で、1971年（昭和46年）3月14日に放送された226話（第76回Aパート）「送辞をよむぞ!」がブローアップ上映された。50年を超える放送の歴史の中で、劇場で上映されたのはこれが唯一である。またエイケン作品が『東宝チャンピオンまつり』で上映されたのは本作が唯一である。上映時間は11分。
併映は『メカゴジラの逆襲』『はじめ人間ギャートルズ』『アルプスの少女ハイジ』『新八犬伝』『アグネスからの贈りもの』の5本。
2016年11月29日に講談社のDVDマガジン「ゴジラ全映画DVDコレクターズ」中の一本として発売された『メカゴジラの逆襲』には、当時のパンフレットやポスターが復刻挿入されており、本作も当時のまま掲載されている。

## ラジオ

### おはようサザエさん
1977年から1987年12月31日まで、このアニメ版準拠のキャスティングで『連続ラジオまんが おはようサザエさん』が放送された。文化放送でフロート番組としての放送だったことから、放送枠は『マエタケの朝は自由大通り』→『高島忠夫の気ままなジャンボ』→『お元気ですか高島忠夫です』と変遷している。提供も、当時のアニメと同じ東芝の一社提供であった。

### その他
2013年10月11日、アニメ開始45周年を記念してサザエがパーソナリティを務める「サザエさんのオールナイトニッポンGOLD」が、ニッポン放送制作・NRN系列局で放送された。

## 書籍
- アニメサザエさん公式大図鑑 サザエでございま〜す! 2011年7月20日 扶桑社 ISBN 978-4-594-06438-9
- サザエさんと日本を旅しよう! （アニメ「サザエさん」放送45周年記念ブック） 2013年7月12日 扶桑社 ISBN 978-4-594-06856-1
- サザエさんと日本の春・夏・秋・冬を楽しもう! アニメ「サザエさん」のゆかいな12か月 2015年7月19日 扶桑社 ISBN 978-4-594-07253-7
- アニメ『サザエさん』放送50周年記念ブック サザエさんヒストリーブック1969-2019  2019年8月17日 扶桑社 ISBN 978-4-594-08266-6